# Liste der Länderspiele der jugoslawischen Fußballnationalmannschaft
Die nachfolgende Liste enthält alle Länderspiele der ehemaligen jugoslawischen Fußballnationalmannschaft der Männer seit der Gründung des jugoslawischen Fußballverbandes, Fudbalski savez Jugoslavije (FSJ), im Jahr 1919. Die jugoslawische Fußballnationalmannschaft repräsentierte bis zum Zerfall Jugoslawiens vier Staaten: das Königreich der Serben, Kroaten und Slowenen von 1919 bis 1929, das Königreich Jugoslawien von 1929 bis 1941, die Föderative Volksrepublik Jugoslawien von 1946 bis 1963 und die Sozialistische Föderative Republik Jugoslawien von 1963 bis 1992. Ihr erstes Länderspiel bestritt die jugoslawische Fußballnationalmannschaft am 28. August 1920 gegen die Tschechoslowakei, ihr letztes Länderspiel am 25. März 1992 gegen die Niederlande. Insgesamt wurden 511 offizielle Länderspiele sowie 10 inoffizielle Länderspiele ausgetragen.

## Länderspielübersicht
Legende
- Erg. = Ergebnis
- n. V. = nach Verlängerung
- i. E. = im Elfmeterschießen
- abg. = Spielabbruch
- H = Heimspiel
- A = Auswärtsspiel
- * = Spiel auf neutralem Platz
- Hintergrundfarbe grün = Sieg
- Hintergrundfarbe gelb = Unentschieden
- Hintergrundfarbe rot = Niederlage

### Königreich der Serben, Kroaten und Slowenen
| Nr. | Datum      | Erg. | Gegner           |   | Austragungsort                                                   | Anlass                                | Bemerkung |
| --- | ---------- | ---- | ---------------- | - | ---------------------------------------------------------------- | ------------------------------------- | --- |
| 1   | 28.08.1920 | 0:7  | Tschechoslowakei | * | Antwerpen (BEL), Stadion aan de Broodstraat                      | Olympische Sommerspiele 1920-Endrunde | Erstes Spiel auf neutralem Platz Erste Niederlage Höchste Niederlage 1 Erstes Länderspiel gegen die Tschechoslowakei |
| 2   | 02.09.1920 | 2:4  | Ägypten          | * | Antwerpen (BEL), Olympisch Stadion                               | Olympische Sommerspiele 1920-Endrunde | Erstes Tor durch Artur Dubravčić Erstes Länderspiel gegen Ägypten                                                    |
| 3   | 28.10.1921 | 1:6  | Tschechoslowakei | A | Prag (TCH), Stadion Sparty na Letné                              | Freundschaftsspiel                    | Erstes Auswärtsspiel                                                                                                 |
| 4   | 08.06.1922 | 1:2  | Rumänien         | H | Belgrad, Stadion SK Jugoslavije                                  | König-Aleksandar-I.-Pokal 1922        | Erstes Heimspiel Erstes Länderspiel gegen Rumänien                                                                   |
| 5   | 28.06.1922 | 4:3  | Tschechoslowakei | H | Zagreb, Stadion HŠK Konkordije                                   | Freundschaftsspiel                    | Erster Sieg |
| 6   | 01.10.1922 | 1:3  | Polen            | H | Zagreb, Stadion HAŠK                                             | Freundschaftsspiel                    | Erstes Länderspiel gegen Polen                                                                                       |
| 7   | 03.06.1923 | 2:1  | Polen            | A | Krakau (POL), Stadion Cracovii im. Marszałka Józefa Piłsudskiego | Freundschaftsspiel                    | |
| 8   | 10.06.1923 | 2:1  | Rumänien         | A | Bukarest (ROU), Stadionul FSSR                                   | König-Aleksandar-I.-Pokal 1923        | |
| 9   | 28.10.1923 | 4:4  | Tschechoslowakei | A | Prag (TCH), Stadion Slavii                                       | Freundschaftsspiel                    | Erstes Unentschieden                                                                                                 |
| 10  | 10.02.1924 | 1:4  | Österreich       | H | Zagreb, Stadion HŠK Konkordije                                   | Freundschaftsspiel                    | Erstes Länderspiel gegen Österreich                                                                                  |
| 11  | 26.05.1924 | 0:7  | Uruguay          | * | Colombes (FRA), Stade olympique                                  | Olympische Sommerspiele 1924-Endrunde | Höchste Niederlage 1 Erstes Länderspiel gegen Uruguay                                                                |
| 12  | 28.09.1924 | 0:2  | Tschechoslowakei | H | Zagreb, Stadion HŠK Konkordije                                   | Freundschaftsspiel                    | |
| 13  | 28.10.1925 | 0:7  | Tschechoslowakei | A | Prag (TCH), Stadion Slavii                                       | Freundschaftsspiel                    | Höchste Niederlage 1                                                                                                 |
| 14  | 04.11.1925 | 1:2  | Italien          | A | Padua (ITA), Stadio Silvio Appiani                               | Freundschaftsspiel                    | Erstes Länderspiel gegen Italien                                                                                     |
| 15  | 30.05.1926 | 3:1  | Bulgarien        | H | Zagreb, Stadion HAŠK                                             | Freundschaftsspiel                    | Erstes Länderspiel gegen Bulgarien                                                                                   |
| 16  | 13.06.1926 | 1:4  | Frankreich       | A | Colombes (FRA), Stade olympique                                  | Freundschaftsspiel                    | Erstes Länderspiel gegen Frankreich                                                                                  |
| 17  | 28.06.1926 | 2:6  | Tschechoslowakei | H | Zagreb, Stadion HŠK Konkordije                                   | Freundschaftsspiel                    | |
| 18  | 03.10.1926 | 2:3  | Rumänien         | H | Zagreb, Stadion HŠK Konkordije                                   | König-Aleksandar-I.-Pokal 1926        | |
| 19  | 10.04.1927 | 0:3  | Ungarn           | A | Budapest (HUN), Üllői úti Stadion                                | Freundschaftsspiel                    | Erstes Länderspiel gegen Ungarn                                                                                      |
| 20  | 10.05.1927 | 3:0  | Rumänien         | A | Bukarest (ROU), Stadionul ONEF                                   | König-Aleksandar-I.-Pokal 1927        | |
| 21  | 15.05.1927 | 2:0  | Bulgarien        | A | Sofia (BUL), Stadion Slavia                                      | Freundschaftsspiel                    | |
| 22  | 31.07.1927 | 1:1  | Tschechoslowakei | H | Belgrad, Stadion SK Jugoslavije                                  | Freundschaftsspiel                    | |
| –   | 25.09.1927 | 5:1  | Ungarn           | H | Zagreb, Stadion HŠK Konkordije                                   | Freundschaftsspiel                    | inoffizielles Länderspiel 2                                                                                          |
| 23  | 28.10.1927 | 3:5  | Tschechoslowakei | A | Prag (TCH), Stadion Slavii                                       | Freundschaftsspiel                    | |
| –   | 25.03.1928 | 1:2  | Ungarn           | A | Budapest (HUN), Üllői úti Stadion                                | Freundschaftsspiel                    | inoffizielles Länderspiel 2                                                                                          |
| 24  | 08.04.1928 | 2:1  | Türkei           | H | Zagreb, Stadion HŠK Konkordije                                   | Freundschaftsspiel                    | Erstes Länderspiel gegen die Türkei                                                                                  |
| 25  | 06.05.1928 | 3:1  | Rumänien         | H | Belgrad, Stadion SK Jugoslavije                                  | König-Aleksandar-I.-Pokal 1928        | |
| –   | 06.05.1928 | 0:3  | Österreich       | A | Wien (AUT), Stadion Hohe Warte                                   | Freundschaftsspiel                    | inoffizielles Länderspiel 3                                                                                          |
| 26  | 29.05.1928 | 1:2  | Portugal         | * | Amsterdam (NED), Het Nederlandsch Sportpark                      | Olympische Sommerspiele 1928-Endrunde | Erstes Länderspiel gegen Portugal                                                                                    |
| 27  | 28.10.1928 | 1:7  | Tschechoslowakei | A | Prag (TCH), Stadion Sparty na Letné                              | Freundschaftsspiel                    | |
| 28  | 10.05.1929 | 3:2  | Rumänien         | A | Bukarest (ROU), Stadionul ONEF                                   | König-Aleksandar-I.-Pokal 1929        | |
| 29  | 19.05.1929 | 3:1  | Frankreich       | A | Colombes (FRA), Stade olympique Yves du Manoir                   | Freundschaftsspiel                    | |
| 30  | 28.06.1929 | 3:3  | Tschechoslowakei | H | Zagreb, Stadion HŠK Konkordije                                   | Freundschaftsspiel                    | |

### Königreich Jugoslawien
| Nr. | Datum      | Erg. | Gegner            |   | Austragungsort                                                             | Anlass                                 | Bemerkung                                                                |
| --- | ---------- | ---- | ----------------- | - | -------------------------------------------------------------------------- | -------------------------------------- | ------------------------------------------------------------------------ |
| 31  | 06.10.1929 | 1:2  | Rumänien          | A | Bukarest (ROU), Stadionul ONEF                                             | Balkan-Cup 1929–1931                   |                                                                          |
| 32  | 28.10.1929 | 3:4  | Tschechoslowakei  | A | Prag (TCH), Stadion Slavii                                                 | Freundschaftsspiel                     |                                                                          |
| 33  | 26.01.1930 | 1:2  | Griechenland      | A | Athen (GRE), Stádio Leofórou Alexándras                                    | Balkan-Cup 1929–1931                   | Erstes Länderspiel gegen Griechenland                                    |
| 34  | 13.04.1930 | 6:1  | Bulgarien         | H | Belgrad, Stadion BSK                                                       | Freundschaftsspiel                     |                                                                          |
| 35  | 04.05.1930 | 2:1  | Rumänien          | H | Belgrad, Stadion SK Jugoslavije                                            | König-Aleksandar-I.-Pokal 1930         |                                                                          |
| 36  | 15.06.1930 | 2:2  | Bulgarien         | A | Sofia (BUL), Igrishte Levski                                               | Freundschaftsspiel                     |                                                                          |
| 37  | 14.07.1930 | 2:1  | Brasilien         | * | Montevideo (URU), Estadio Gran Parque Central                              | Weltmeisterschaft 1930- Endrunde       | Erstes Länderspiel gegen Brasilien                                       |
| 38  | 17.07.1930 | 4:0  | Bolivien          | * | Montevideo (URU), Estadio Gran Parque Central                              | Weltmeisterschaft 1930- Endrunde       | Erstes Länderspiel gegen Bolivien                                        |
| 39  | 27.07.1930 | 1:6  | Uruguay           | A | Montevideo (URU), Estadio Centenario                                       | Weltmeisterschaft 1930- Endrunde       | Erstes Länderspiel gegen einen amtierenden Olympiasieger                 |
| 40  | 03.08.1930 | 1:3  | Argentinien       | A | Buenos Aires (ARG), Estadio en el Barrio de Palermo                        | Freundschaftsspiel                     | Erstes Länderspiel gegen Argentinien                                     |
| –   | 10.08.1930 | 1:4  | Brasilien         | A | Rio de Janeiro (BRA), Estádio das Laranjeiras                              | Freundschaftsspiel                     | inoffizielles Länderspiel 4                                              |
| 41  | 16.11.1930 | 3:0  | Bulgarien         | A | Sofia (BUL), Stadion Slavia                                                | Balkan-Cup 1929–1931                   |                                                                          |
| 42  | 15.03.1931 | 4:1  | Griechenland      | H | Belgrad, Stadion BSK                                                       | Balkan-Cup 1929–1931                   |                                                                          |
| 43  | 19.04.1931 | 1:0  | Bulgarien         | H | Belgrad, Stadion SK Jugoslavije                                            | Balkan-Cup 1929–1931                   |                                                                          |
| 44  | 21.05.1931 | 3:2  | Ungarn            | H | Belgrad, Stadion BSK                                                       | Freundschaftsspiel                     |                                                                          |
| 45  | 28.06.1931 | 2:4  | Rumänien          | H | Zagreb, Stadion HAŠK                                                       | Balkan-Cup 1929–1931                   |                                                                          |
| 46  | 02.08.1931 | 2:1  | Tschechoslowakei  | H | Belgrad, Stadion SK Jugoslavije                                            | Freundschaftsspiel                     |                                                                          |
| 47  | 02.10.1931 | 0:2  | Türkei            | * | Sofia (BUL), Igrishte Levski                                               | Balkan-Cup 1931                        |                                                                          |
| 48  | 04.10.1931 | 2:3  | Bulgarien         | A | Sofia (BUL), Stadion Yunak                                                 | Balkan-Cup 1931                        |                                                                          |
| 49  | 25.10.1931 | 3:6  | Polen             | A | Posen (POL), Stadion im. 22 Lipca                                          | Freundschaftsspiel                     |                                                                          |
| 50  | 24.04.1932 | 1:2  | Spanien           | A | Oviedo (ESP), Estadio de Buenavista                                        | Freundschaftsspiel                     | Erstes Länderspiel gegen Spanien                                         |
| 51  | 03.05.1932 | 2:3  | Portugal          | A | Lissabon (POR), Estádio do Lumiar                                          | Freundschaftsspiel                     |                                                                          |
| 52  | 29.05.1932 | 0:3  | Polen             | H | Zagreb, Stadion Koturaška                                                  | Freundschaftsspiel                     |                                                                          |
| 53  | 05.06.1932 | 2:1  | Frankreich        | H | Belgrad, Stadion BSK                                                       | Freundschaftsspiel                     | 100. Tor durch Svetislav Glišović                                        |
| 54  | 26.06.1932 | 7:1  | Griechenland      | H | Belgrad, Stadion BSK                                                       | Balkan-Cup 1932                        |                                                                          |
| 55  | 30.06.1932 | 2:3  | Bulgarien         | H | Belgrad, Stadion BSK                                                       | Balkan-Cup 1932                        |                                                                          |
| 56  | 03.07.1932 | 3:1  | Rumänien          | H | Belgrad, Stadion BSK                                                       | Balkan-Cup 1932                        |                                                                          |
| 57  | 09.10.1932 | 1:2  | Tschechoslowakei  | A | Prag (TCH), Stadion Sparty na Letné                                        | Freundschaftsspiel                     |                                                                          |
| 58  | 30.04.1933 | 1:1  | Spanien           | H | Belgrad, Stadion SK Jugoslavije                                            | Freundschaftsspiel                     |                                                                          |
| 59  | 07.05.1933 | 1:4  | Schweiz           | A | Zürich (SUI), Grasshopper-Stadion Hardturm                                 | Freundschaftsspiel                     | Erstes Länderspiel gegen die Schweiz                                     |
| 60  | 03.06.1933 | 5:3  | Griechenland      | * | Bukarest (ROU), Stadionul ONEF                                             | Balkan-Cup 1933                        |                                                                          |
| 61  | 07.06.1933 | 4:0  | Bulgarien         | * | Bukarest (ROU), Stadionul ONEF                                             | Balkan-Cup 1933                        |                                                                          |
| 62  | 11.06.1933 | 0:5  | Rumänien          | A | Bukarest (ROU), Stadionul ONEF                                             | Balkan-Cup 1933                        |                                                                          |
| 63  | 06.08.1933 | 2:1  | Tschechoslowakei  | H | Zagreb, Stadion HŠK Konkordije                                             | Freundschaftsspiel                     |                                                                          |
| 64  | 10.09.1933 | 3:4  | Polen             | A | Warschau (POL), Stadion Wojska Polskiego im. Marszałka Józefa Piłsudskiego | Freundschaftsspiel                     |                                                                          |
| 65  | 24.09.1933 | 2:2  | Schweiz           | H | Belgrad, Stadion BSK                                                       | Weltmeisterschaft 1934- Qualifikation  |                                                                          |
| 66  | 18.03.1934 | 2:1  | Bulgarien         | A | Sofia (BUL), Stadion AS 23                                                 | Freundschaftsspiel                     |                                                                          |
| 67  | 01.04.1934 | 2:3  | Bulgarien         | H | Belgrad, Stadion BSK                                                       | Freundschaftsspiel                     |                                                                          |
| 68  | 29.04.1934 | 1:2  | Rumänien          | A | Bukarest (ROU), Stadionul ONEF                                             | Weltmeisterschaft 1934- Qualifikation  |                                                                          |
| 69  | 03.06.1934 | 8:4  | Brasilien         | H | Belgrad, Stadion BSK                                                       | Freundschaftsspiel                     |                                                                          |
| 70  | 26.08.1934 | 4:1  | Polen             | H | Belgrad, Stadion SK Jugoslavije                                            | Freundschaftsspiel                     |                                                                          |
| 71  | 02.09.1934 | 1:3  | Tschechoslowakei  | A | Prag (TCH), Stadion Slavii                                                 | Freundschaftsspiel                     |                                                                          |
| 72  | 16.12.1934 | 2:3  | Frankreich        | A | Paris (FRA), Parc des Princes                                              | Freundschaftsspiel                     |                                                                          |
| 73  | 23.12.1934 | 1:2  | Griechenland      | A | Athen (GRE), Stádio Leofórou Alexándras                                    | Balkan-Cup 1934–1935                   |                                                                          |
| 74  | 25.12.1934 | 4:3  | Bulgarien         | * | Athen (GRE), Stádio Leofórou Alexándras                                    | Balkan-Cup 1934–1935                   |                                                                          |
| 75  | 01.01.1935 | 4:0  | Rumänien          | * | Athen (GRE), Stádio Leofórou Alexándras                                    | Balkan-Cup 1934–1935                   |                                                                          |
| 76  | 17.06.1935 | 2:0  | Rumänien          | * | Sofia (BUL), Stadion Yunak                                                 | Balkan-Cup 1935                        |                                                                          |
| 77  | 21.06.1935 | 6:1  | Griechenland      | * | Sofia (BUL), Stadion Yunak                                                 | Balkan-Cup 1935                        |                                                                          |
| 78  | 24.06.1935 | 3:3  | Bulgarien         | A | Sofia (BUL), Stadion Yunak                                                 | Balkan-Cup 1935                        |                                                                          |
| 79  | 18.08.1935 | 3:2  | Polen             | A | Katowice (POL), Stadion Pogoni                                             | Freundschaftsspiel                     |                                                                          |
| 80  | 06.09.1935 | 0:0  | Tschechoslowakei  | H | Belgrad, Stadion BSK                                                       | Freundschaftsspiel                     |                                                                          |
| 81  | 10.05.1936 | 2:3  | Rumänien          | A | Bukarest (ROU), Stadionul ONEF                                             | König-Carol-II.-Pokal 1936             |                                                                          |
| 82  | 12.07.1936 | 3:3  | Türkei            | A | Istanbul (TUR), Taksim Stadyumu                                            | Freundschaftsspiel                     |                                                                          |
| –   | 12.07.1936 | 3:1  | Bulgarien         | H | Belgrad, Stadion BSK                                                       | Freundschaftsspiel                     | inoffizielles Länderspiel 5                                              |
| 83  | 06.09.1936 | 9:3  | Polen             | H | Belgrad, Stadion BSK                                                       | Freundschaftsspiel                     |                                                                          |
| 84  | 13.12.1936 | 0:1  | Frankreich        | A | Paris (FRA), Parc des Princes                                              | Freundschaftsspiel                     |                                                                          |
| 85  | 09.05.1937 | 1:1  | Ungarn            | A | Budapest (HUN), Hungária körúti stadion                                    | Freundschaftsspiel                     |                                                                          |
| 86  | 06.06.1937 | 1:1  | Belgien           | H | Belgrad, Stadion BSK                                                       | Freundschaftsspiel                     | Erstes Länderspiel gegen Belgien                                         |
| –   | 11.07.1937 | 0:4  | Bulgarien         | A | Sofia (BUL), Stadion Yunak                                                 | Freundschaftsspiel                     | inoffizielles Länderspiel 5                                              |
| 87  | 01.08.1937 | 3:1  | Türkei            | H | Belgrad, Stadion SK Jugoslavije                                            | Freundschaftsspiel                     |                                                                          |
| 88  | 06.09.1937 | 2:1  | Rumänien          | H | Belgrad, Stadion BSK                                                       | König-Carol-II.-Pokal 1937             |                                                                          |
| 89  | 03.10.1937 | 4:5  | Tschechoslowakei  | A | Prag (TCH), Stadion Sparty na Letné                                        | Edvard-Beneš-Pokal                     |                                                                          |
| 90  | 10.10.1937 | 0:4  | Polen             | A | Warschau (POL), Stadion Wojska Polskiego im. Marszałka Józefa Piłsudskiego | Weltmeisterschaft 1938- Qualifikation  |                                                                          |
| 91  | 03.04.1938 | 1:0  | Polen             | H | Belgrad, Stadion BSK                                                       | Weltmeisterschaft 1938- Qualifikation  |                                                                          |
| 92  | 08.05.1938 | 1:0  | Rumänien          | A | Bukarest (ROU), Stadionul ANEF                                             | Edvard-Beneš-Pokal                     |                                                                          |
| 93  | 22.05.1938 | 0:4  | Italien           | A | Genua (ITA), Stadio Comunale Luigi Ferraris                                | Freundschaftsspiel                     | Erstes Länderspiel gegen einen amtierenden Weltmeister und Olympiasieger |
| 94  | 29.05.1938 | 2:2  | Belgien           | A | Brüssel (BEL), Stade du Centenaire                                         | Freundschaftsspiel                     |                                                                          |
| 95  | 28.08.1938 | 1:3  | Tschechoslowakei  | H | Zagreb, Stadion HŠK Konkordije                                             | Edvard-Beneš-Pokal                     |                                                                          |
| 96  | 06.09.1938 | 1:1  | Rumänien          | H | Belgrad, Stadion BSK                                                       | Edvard-Beneš-Pokal                     |                                                                          |
| 97  | 25.09.1938 | 4:4  | Polen             | A | Warschau (POL), Stadion Wojska Polskiego im. Marszałka Józefa Piłsudskiego | Freundschaftsspiel                     |                                                                          |
| 98  | 26.02.1939 | 2:3  | Deutsches Reich   | A | Berlin (GER), Olympiastadion                                               | Freundschaftsspiel                     | Erstes Länderspiel gegen das Deutsche Reich                              |
| 99  | 07.05.1939 | 0:1  | Rumänien          | A | Bukarest (ROU), Stadionul ANEF                                             | König-Carol-II.-Pokal 1939             |                                                                          |
| 100 | 18.05.1939 | 2:1  | England           | H | Belgrad, Stadion BSK                                                       | Freundschaftsspiel                     | Erstes Länderspiel gegen England                                         |
| 101 | 04.06.1939 | 1:2  | Italien           | H | Belgrad, Stadion BSK                                                       | Freundschaftsspiel                     | Gegner war amtierender Weltmeister und Olympiasieger                     |
| –   | 27.08.1939 | 3:7  | Böhmen und Mähren | A | Prag (TCH), Stadion Sparty na Letné                                        | Freundschaftsspiel                     | inoffizielles Länderspiel 6                                              |
| 102 | 15.10.1939 | 1:5  | Deutsches Reich   | H | Zagreb, Stadion HŠK Konkordije                                             | Freundschaftsspiel                     |                                                                          |
| 103 | 12.11.1939 | 0:2  | Ungarn            | H | Belgrad, Stadion BSK                                                       | Freundschaftsspiel                     |                                                                          |
| 104 | 31.03.1940 | 3:3  | Rumänien          | A | Bukarest (ROU), Stadionul ANEF                                             | Donaupokal                             |                                                                          |
| 105 | 14.04.1940 | 2:1  | Deutsches Reich   | A | Wien (GER), Praterstadion                                                  | Freundschaftsspiel                     |                                                                          |
| 106 | 22.09.1940 | 1:2  | Rumänien          | H | Belgrad, Stadion BSK                                                       | König-Mihai-I.-Pokal 1940 / Donaupokal |                                                                          |
| 107 | 29.09.1940 | 0:0  | Ungarn            | A | Budapest (HUN), Üllői úti Stadion                                          | Donaupokal                             |                                                                          |
| 108 | 03.11.1940 | 2:0  | Deutsches Reich   | H | Zagreb, Stadion HŠK Konkordije                                             | Freundschaftsspiel                     |                                                                          |
| 109 | 23.03.1941 | 1:1  | Ungarn            | H | Belgrad, Stadion BSK                                                       | Donaupokal                             |                                                                          |

### FVR Jugoslawien
| Nr. | Datum      | Erg.      | Gegner                        |   | Austragungsort                                                             | Anlass                                         | Bemerkung |
| --- | ---------- | --------- | ----------------------------- | - | -------------------------------------------------------------------------- | ---------------------------------------------- | --- |
| 110 | 09.05.1946 | 2:0       | Tschechoslowakei              | A | Prag (TCH), Stadion Sparty na Letné                                        | Freundschaftsspiel                             | |
| 111 | 29.09.1946 | 4:2       | Tschechoslowakei              | H | Belgrad, Stadion JNA                                                       | Freundschaftsspiel                             | |
| 112 | 07.10.1946 | 3:2       | Albanien                      | A | Tirana (ALB), Stadiumi kombëtar Qemal Stafa                                | Balkan-Cup 1946                                | Erstes Länderspiel gegen Albanien |
| 113 | 11.10.1946 | 1:2       | Rumänien                      | * | Tirana (ALB), Stadiumi kombëtar Qemal Stafa                                | Balkan-Cup 1946                                | |
| 114 | 13.10.1946 | 2:1       | Bulgarien                     | * | Tirana (ALB), Stadiumi kombëtar Qemal Stafa                                | Balkan-Cup 1946                                | |
| 115 | 11.05.1947 | 1:3       | Tschechoslowakei              | A | Prag (TCH), Stadion Sparty na Letné                                        | Freundschaftsspiel                             | |
| 116 | 22.06.1947 | 3:1       | Rumänien                      | A | Bukarest (ROU), Stadionul Giuleşti                                         | Balkan-Cup 1947                                | |
| 117 | 29.06.1947 | 2:3       | Ungarn                        | H | Belgrad, Stadion JNA                                                       | Balkan-Cup 1947                                | |
| 118 | 14.09.1947 | 4:2       | Albanien                      | A | Tirana (ALB), Stadiumi kombëtar Qemal Stafa                                | Balkan-Cup 1947                                | |
| 119 | 12.10.1947 | 2:1       | Bulgarien                     | H | Zagreb, Stadion Kranjčevićeva                                              | Balkan-Cup 1947                                | |
| 120 | 19.10.1947 | 7:1       | Polen                         | H | Belgrad, Stadion JNA                                                       | Freundschaftsspiel                             | |
| 121 | 27.06.1948 | 0:0       | Albanien                      | H | Belgrad, Stadion JNA                                                       | Balkan-Cup 1948                                | |
| 122 | 04.07.1948 | 3:1       | Bulgarien                     | A | Sofia (BUL), Stadion Yunak                                                 | Balkan-Cup 1948                                | |
| 123 | 31.07.1948 | 6:1       | Luxemburg                     | * | London (ENG), Craven Cottage                                               | Olympische Sommerspiele 1948-Endrunde          | Erstes Länderspiel gegen Luxemburg |
| 124 | 05.08.1948 | 3:1       | Türkei                        | * | London (ENG), Cricklefield Stadium                                         | Olympische Sommerspiele 1948-Endrunde          | |
| 125 | 11.08.1948 | 3:1       | Großbritannien                | A | London (ENG), Wembley Stadium                                              | Olympische Sommerspiele 1948-Endrunde          | Erstes Länderspiel gegen Großbritannien |
| 126 | 13.08.1948 | 1:3       | Schweden                      | * | London (ENG), Wembley Stadium                                              | Olympische Sommerspiele 1948-Endrunde          | Erstes Länderspiel gegen Schweden |
| 127 | 25.08.1948 | 1:0       | Polen                         | A | Warschau (POL), Stadion Wojska Polskiego im. Marszałka Józefa Piłsudskiego | Balkan-Cup 1948                                | |
| 128 | 19.06.1949 | 3:1       | Norwegen                      | A | Oslo (NOR), Ullevaal Stadion                                               | Freundschaftsspiel                             | Erstes Länderspiel gegen Norwegen |
| 129 | 21.08.1949 | 6:0       | Israel                        | H | Belgrad, Stadion JNA                                                       | Weltmeisterschaft 1950- Qualifikation          | Erstes Länderspiel gegen Israel |
| 130 | 18.09.1949 | 5:2       | Israel                        | A | Tel Aviv (ISR), Maccabiah Stadium                                          | Weltmeisterschaft 1950- Qualifikation          | |
| 131 | 09.10.1949 | 1:1       | Frankreich                    | H | Belgrad, Stadion JNA                                                       | Weltmeisterschaft 1950- Qualifikation          | |
| 132 | 30.10.1949 | 1:1       | Frankreich                    | A | Colombes (FRA), Stade olympique Yves du Manoir                             | Weltmeisterschaft 1950- Qualifikation          | |
| 133 | 13.11.1949 | 2:5       | Österreich                    | H | Belgrad, Stadion JNA                                                       | Freundschaftsspiel                             | |
| 134 | 11.12.1949 | 3:2 n. V. | Frankreich                    | * | Florenz (ITA), Stadio Comunale                                             | Weltmeisterschaft 1950- Qualifikation          | |
| 135 | 28.05.1950 | 5:1       | Dänemark                      | H | Belgrad, Stadion JNA                                                       | Freundschaftsspiel                             | Erstes Länderspiel gegen Dänemark |
| 136 | 11.06.1950 | 4:0       | Schweiz                       | A | Bern (SUI), Stadion Wankdorf                                               | Freundschaftsspiel                             | |
| 137 | 25.06.1950 | 3:0       | Schweiz                       | * | Belo Horizonte (BRA), Estádio Independência                                | Weltmeisterschaft 1950- Endrunde               | |
| 138 | 28.06.1950 | 4:1       | Mexiko                        | * | Porto Alegre (BRA), Estádio dos Eucaliptos                                 | Weltmeisterschaft 1950- Endrunde               | Erstes Länderspiel gegen Mexiko |
| 139 | 01.07.1950 | 0:2       | Brasilien                     | A | Rio de Janeiro (BRA), Estádio Municipal do Maracanã                        | Weltmeisterschaft 1950- Endrunde               | |
| 140 | 03.09.1950 | 2:1       | Schweden                      | A | Solna (SWE), Råsunda Fotbollsstadion                                       | Freundschaftsspiel                             | Gegner war amtierender Olympiasieger |
| 141 | 07.09.1950 | 2:3       | Finnland                      | A | Helsinki (FIN), Olympiastadion                                             | Freundschaftsspiel                             | Erstes Länderspiel gegen Finnland |
| 142 | 10.09.1950 | 4:1       | Dänemark                      | A | Kopenhagen (DEN), Københavns Idrætspark                                    | Freundschaftsspiel                             | |
| 143 | 08.10.1950 | 2:7       | Österreich                    | A | Wien (AUT), Praterstadion                                                  | Freundschaftsspiel                             | |
| 144 | 05.11.1950 | 4:0       | Norwegen                      | H | Belgrad, Stadion JNA                                                       | Freundschaftsspiel                             | |
| 145 | 22.11.1950 | 2:2       | England                       | A | London (ENG), Highbury                                                     | Freundschaftsspiel                             | |
| 146 | 06.02.1951 | 1:2       | Frankreich                    | A | Paris (FRA), Parc des Princes                                              | Freundschaftsspiel                             | |
| 147 | 06.05.1951 | 0:0       | Italien                       | A | Mailand (ITA), Stadio San Siro                                             | Freundschaftsspiel                             | |
| 148 | 24.06.1951 | 7:3       | Schweiz                       | H | Belgrad, Stadion JNA                                                       | Freundschaftsspiel                             | |
| 149 | 23.08.1951 | 4:2       | Norwegen                      | A | Oslo (NOR), Ullevaal Stadion                                               | Freundschaftsspiel                             | |
| 150 | 02.09.1951 | 2:1       | Schweden                      | H | Belgrad, Stadion JNA                                                       | Freundschaftsspiel                             | Gegner war amtierender Olympiasieger |
| 151 | 25.06.1952 | 4:1       | Norwegen                      | H | Zagreb, Stadion Maksimir                                                   | Freundschaftsspiel                             | |
| 152 | 15.07.1952 | 10:1      | Indien                        | * | Helsinki (FIN), Töölön Pallokenttä                                         | Olympische Sommerspiele 1952-Endrunde          | Die indische Mannschaft spielte barfuß (!), ihr Treffer war ein Kopfballtor. Länderspiel wird von der FIFA nicht anerkannt 7 Erstes Länderspiel gegen Indien |
| 153 | 20.07.1952 | 5:5 n. V. | UdSSR                         | * | Tampere (FIN), Ratinan stadion                                             | Olympische Sommerspiele 1952-Endrunde          | Länderspiel wird von der FIFA nicht anerkannt 7 Erstes Länderspiel gegen die UdSSR                                                                           |
| 154 | 22.07.1952 | 3:1       | UdSSR                         | * | Tampere (FIN), Ratinan stadion                                             | Olympische Sommerspiele 1952-Endrunde          | Länderspiel wird von der FIFA nicht anerkannt 7 |
| 155 | 25.07.1952 | 5:3       | Dänemark                      | * | Helsinki (FIN), Töölön Pallokenttä                                         | Olympische Sommerspiele 1952-Endrunde          | Länderspiel wird von der FIFA nicht anerkannt 7 |
| 156 | 29.07.1952 | 3:1       | Deutschland 8                 | * | Helsinki (FIN), Olympiastadion                                             | Olympische Sommerspiele 1952-Endrunde          | Länderspiel wird von der FIFA nicht anerkannt 7 |
| 157 | 02.08.1952 | 0:2       | Ungarn                        | * | Helsinki (FIN), Olympiastadion                                             | Olympische Sommerspiele 1952-Endrunde          | Länderspiel wird von der FIFA nicht anerkannt 7 |
| 158 | 21.09.1952 | 4:2       | Österreich                    | H | Belgrad, Stadion JNA                                                       | Freundschaftsspiel                             | |
| 159 | 02.11.1952 | 5:0       | Ägypten                       | H | Belgrad, Stadion JNA                                                       | Freundschaftsspiel                             | |
| 160 | 21.12.1952 | 2:3       | BRD                           | A | Ludwigshafen am Rhein (FRG), Südweststadion                                | Freundschaftsspiel                             | Erstes Länderspiel gegen die BRD |
| 161 | 16.01.1953 | 3:1       | Ägypten                       | A | Kairo (EGY), ?                                                             | Freundschaftsspiel                             | |
| 162 | 09.05.1953 | 1:0       | Griechenland                  | H | Belgrad, Stadion JNA                                                       | Weltmeisterschaft 1954- Qualifikation          | |
| 163 | 14.05.1953 | 3:1       | Belgien                       | A | Brüssel (BEL), Stade du Heysel                                             | Freundschaftsspiel                             | |
| 164 | 21.05.1953 | 5:2       | Wales                         | H | Belgrad, Stadion JNA                                                       | Freundschaftsspiel                             | Erstes Länderspiel gegen Wales |
| 165 | 05.06.1953 | 2:2       | Türkei                        | A | Istanbul (TUR), Mithatpaşa Stadyumu                                        | Freundschaftsspiel                             | |
| 166 | 18.10.1953 | 3:1       | Frankreich                    | H | Zagreb, Stadion Maksimir                                                   | Freundschaftsspiel                             | |
| 167 | 08.11.1953 | 1:0       | Israel                        | H | Skopje, Gradski stadion                                                    | Weltmeisterschaft 1954- Qualifikation          | |
| 168 | 21.03.1954 | 1:0       | Israel                        | A | Ramat Gan (ISR), National Stadium                                          | Weltmeisterschaft 1954- Qualifikation          | |
| 169 | 28.03.1954 | 1:0       | Griechenland                  | A | Athen (GRE), Stádio Leofórou Alexándras                                    | Weltmeisterschaft 1954- Qualifikation          | |
| 170 | 09.05.1954 | 0:2       | Belgien                       | H | Zagreb, Stadion Maksimir                                                   | Freundschaftsspiel                             | |
| 171 | 16.05.1954 | 1:0       | England                       | H | Belgrad, Stadion JNA                                                       | Freundschaftsspiel                             | |
| 172 | 16.06.1954 | 1:0       | Frankreich                    | * | Lausanne (SUI), Stade olympique de la Pontaise                             | Weltmeisterschaft 1954- Endrunde               | |
| 173 | 19.06.1954 | 1:1 n. V. | Brasilien                     | * | Lausanne (SUI), Stade olympique de la Pontaise                             | Weltmeisterschaft 1954- Endrunde               | Durch Losentscheid wurde Jugoslawien als Sieger ermittelt. Gegner war amtierender Weltmeister                                                                |
| 174 | 27.06.1954 | 0:2       | BRD                           | * | Genf (SUI), Stade des Charmilles                                           | Weltmeisterschaft 1954- Endrunde               | |
| 175 | 22.09.1954 | 3:1       | Wales                         | A | Cardiff (WAL), Ninian Park                                                 | Freundschaftsspiel                             | |
| 176 | 26.09.1954 | 5:1       | Saarland                      | A | Saarbrücken (SAA), Ludwigsparkstadion                                      | Freundschaftsspiel                             | Erstes Länderspiel gegen das Saarland |
| 177 | 03.10.1954 | 2:2       | Österreich                    | A | Wien (AUT), Praterstadion                                                  | Freundschaftsspiel                             | |
| 178 | 17.10.1954 | 5:1       | Türkei                        | H | Sarajevo, Stadion Koševo                                                   | Freundschaftsspiel                             | |
| 179 | 15.05.1955 | 2:2       | Schottland                    | H | Belgrad, Stadion JNA                                                       | Freundschaftsspiel                             | Erstes Länderspiel gegen Schottland |
| 180 | 29.05.1955 | 4:0       | Italien                       | A | Turin (ITA), Stadio Comunale                                               | Europapokal der Nationalmannschaften 1955–1960 | |
| 181 | 26.06.1955 | 0:0       | Schweiz                       | H | Belgrad, Stadion JNA                                                       | Europapokal der Nationalmannschaften 1955–1960 | |
| 182 | 25.09.1955 | 3:1       | BRD                           | H | Belgrad, Stadion JNA                                                       | Freundschaftsspiel                             | Gegner war amtierender Weltmeister |
| 183 | 19.10.1955 | 4:1       | Republik Irland               | A | Dublin (IRL), Dalymount Park                                               | Freundschaftsspiel                             | Erstes Länderspiel gegen die Republik Irland |
| 184 | 30.10.1955 | 1:2       | Österreich                    | A | Wien (AUT), Praterstadion                                                  | Europapokal der Nationalmannschaften 1955–1960 | |
| 185 | 11.11.1955 | 1:1       | Frankreich                    | A | Colombes (FRA), Stade olympique Yves du Manoir                             | Freundschaftsspiel                             | |
| –   | 13.11.1955 | 8:0       | Finnland                      | H | Split, Stadion kraj Stare plinare                                          | Freundschaftsspiel                             | inoffizielles Länderspiel 9 |
| 186 | 22.04.1956 | 0:1       | Rumänien                      | H | Belgrad, Stadion JNA                                                       | Freundschaftsspiel                             | |
| 187 | 29.04.1956 | 2:2       | Ungarn                        | A | Budapest (HUN), Népstadion                                                 | Europapokal der Nationalmannschaften 1955–1960 | Gegner war amtierender Olympiasieger |
| 188 | 17.06.1956 | 1:1       | Österreich                    | H | Zagreb, Stadion Maksimir                                                   | Europapokal der Nationalmannschaften 1955–1960 | |
| 189 | 09.09.1956 | 4:2       | Indonesien                    | H | Belgrad, Stadion JNA                                                       | Freundschaftsspiel                             | Erstes Länderspiel gegen Indonesien |
| 190 | 16.09.1956 | 1:3       | Ungarn                        | H | Belgrad, Stadion JNA                                                       | Europapokal der Nationalmannschaften 1955–1960 | Gegner war amtierender Olympiasieger |
| 191 | 30.09.1956 | 1:2       | Tschechoslowakei              | H | Belgrad, Stadion JNA                                                       | Europapokal der Nationalmannschaften 1955–1960 | |
| 192 | 21.11.1956 | 0:2       | Schottland                    | A | Glasgow (SCO), Hampden Park                                                | Freundschaftsspiel                             | |
| 193 | 28.11.1956 | 0:3       | England                       | A | London (ENG), Wembley Stadium                                              | Freundschaftsspiel                             | |
| 194 | 28.11.1956 | 9:1       | USA                           | * | Melbourne (AUS), Olympic Park Stadium                                      | Olympische Sommerspiele 1956-Endrunde          | Länderspiel wird von der FIFA nicht anerkannt 7 Erstes Länderspiel gegen die USA                                                                             |
| 195 | 04.12.1956 | 4:1       | Indien                        | * | Melbourne (AUS), Olympic Park Stadium                                      | Olympische Sommerspiele 1956-Endrunde          | Länderspiel wird von der FIFA nicht anerkannt 7 |
| 196 | 08.12.1956 | 0:1       | UdSSR                         | * | Melbourne (AUS), Melbourne Cricket Ground                                  | Olympische Sommerspiele 1956-Endrunde          | Länderspiel wird von der FIFA nicht anerkannt 7 |
| 197 | 23.12.1956 | 5:1       | Indonesien                    | A | Jakarta (IDN), Stadion Utama Senayan                                       | Freundschaftsspiel                             | |
| 198 | 05.05.1957 | 0:0       | Griechenland                  | A | Athen (GRE), Stádio Leofórou Alexándras                                    | Weltmeisterschaft 1958- Qualifikation          | |
| 199 | 12.05.1957 | 6:1       | Italien                       | H | Zagreb, Stadion Maksimir                                                   | Europapokal der Nationalmannschaften 1955–1960 | |
| 200 | 18.05.1957 | 0:1       | Tschechoslowakei              | A | Bratislava (TCH), Tehelné pole                                             | Europapokal der Nationalmannschaften 1955–1960 | |
| 201 | 15.09.1957 | 3:3       | Österreich                    | H | Belgrad, Stadion JNA                                                       | Freundschaftsspiel                             | |
| 202 | 29.09.1957 | 1:1       | Rumänien                      | A | Bukarest (ROU), Stadionul 23 August                                        | Weltmeisterschaft 1958- Qualifikation          | |
| 203 | 10.11.1957 | 4:1       | Griechenland                  | H | Belgrad, Stadion JNA                                                       | Weltmeisterschaft 1958- Qualifikation          | |
| 204 | 17.11.1957 | 2:0       | Rumänien                      | H | Belgrad, Stadion JNA                                                       | Weltmeisterschaft 1958- Qualifikation          | |
| 205 | 20.04.1958 | 0:2       | Ungarn                        | A | Budapest (HUN), Népstadion                                                 | Freundschaftsspiel                             | |
| 206 | 11.05.1958 | 5:0       | England                       | H | Belgrad, Stadion JNA                                                       | Freundschaftsspiel                             | |
| 207 | 08.06.1958 | 1:1       | Schottland                    | * | Västerås (SWE), Arosvallen                                                 | Weltmeisterschaft 1958- Endrunde               | |
| 208 | 11.06.1958 | 3:2       | Frankreich                    | * | Västerås (SWE), Arosvallen                                                 | Weltmeisterschaft 1958- Endrunde               | 100. Sieg |
| 209 | 15.06.1958 | 3:3       | Paraguay                      | * | Eskilstuna (SWE), Tunavallen                                               | Weltmeisterschaft 1958- Endrunde               | Erstes Länderspiel gegen Paraguay |
| 210 | 19.06.1958 | 0:1       | BRD                           | * | Malmö (SWE), Malmö Stadion                                                 | Weltmeisterschaft 1958- Endrunde               | Gegner war amtierender Weltmeister |
| 211 | 14.09.1958 | 4:3       | Österreich                    | A | Wien (AUT), Praterstadion                                                  | Freundschaftsspiel                             | |
| 212 | 05.10.1958 | 4:4       | Ungarn                        | H | Zagreb, Stadion Maksimir                                                   | Freundschaftsspiel                             | |
| 213 | 19.04.1959 | 0:4       | Ungarn                        | A | Budapest (HUN), Népstadion                                                 | Freundschaftsspiel                             | |
| 214 | 26.04.1959 | 5:1       | Schweiz                       | A | Basel (SUI), Fussballstadion St. Jakob                                     | Europapokal der Nationalmannschaften 1955–1960 | |
| 215 | 31.05.1959 | 2:0       | Bulgarien                     | H | Belgrad, Stadion JNA                                                       | Europapokal der Nationen 1960-Qualifikation    | |
| 216 | 11.10.1959 | 2:4       | Ungarn                        | H | Belgrad, Stadion JNA                                                       | Freundschaftsspiel                             | |
| 217 | 21.10.1959 | 2:2       | Israel                        | A | Ramat Gan (ISR), National Stadium                                          | Olympische Sommerspiele 1960-Qualifikation     | Länderspiel wird von der FIFA nicht anerkannt 10 |
| 218 | 25.10.1959 | 1:1       | Bulgarien                     | A | Sofia (BUL), Nazionalen Stadion Wassil Lewski                              | Europapokal der Nationen 1960-Qualifikation    | |
| 219 | 15.11.1959 | 4:0       | Griechenland                  | H | Belgrad, Stadion JNA                                                       | Olympische Sommerspiele 1960-Qualifikation     | Länderspiel wird von der FIFA nicht anerkannt 10 |
| 220 | 20.12.1959 | 1:1       | BRD                           | A | Hannover (FRG), Niedersachsenstadion                                       | Freundschaftsspiel                             | |
| 221 | 01.01.1960 | 5:0       | Marokko                       | A | Casablanca (MAR), Stade d'honneur                                          | Freundschaftsspiel                             | Erstes Länderspiel gegen Marokko |
| 222 | 03.01.1960 | 5:1       | Tunesien                      | A | Tunis (TUN), Stade olympique d'El Menzah                                   | Freundschaftsspiel                             | Erstes Länderspiel gegen Tunesien |
| 223 | 08.01.1960 | 1:0       | Vereinigte Arabische Republik | A | Kairo (UAR), ?                                                             | Freundschaftsspiel                             | Erstes Länderspiel gegen die Vereinigte Arabische Republik                                                                                                   |
| 224 | 10.04.1960 | 1:2       | Israel                        | H | Belgrad, Stadion JNA                                                       | Olympische Sommerspiele 1960-Qualifikation     | Länderspiel wird von der FIFA nicht anerkannt 10 |
| 225 | 24.04.1960 | 5:0       | Griechenland                  | A | Athen (GRE), Stádio Leofórou Alexándras                                    | Olympische Sommerspiele 1960-Qualifikation     | Länderspiel wird von der FIFA nicht anerkannt 10 |
| 226 | 08.05.1960 | 1:2       | Portugal                      | A | Oeiras (POR), Estádio de Honra do Centro Desportivo Nacional do Jamor      | Europapokal der Nationen 1960-Qualifikation    | |
| 227 | 11.05.1960 | 3:3       | England                       | A | London (ENG), Wembley Stadium                                              | Freundschaftsspiel                             | |
| 228 | 22.05.1960 | 5:1       | Portugal                      | H | Belgrad, Stadion JNA                                                       | Europapokal der Nationen 1960-Qualifikation    | |
| 229 | 06.07.1960 | 5:4       | Frankreich                    | A | Paris (FRA), Parc des Princes                                              | Europapokal der Nationen 1960-Endrunde         | |
| 230 | 10.07.1960 | 1:2 n. V. | UdSSR                         | * | Paris (FRA), Parc des Princes                                              | Europapokal der Nationen 1960-Endrunde         | Gegner war amtierender Olympiasieger |
| 231 | 06.08.1960 | 7:0       | Tunesien                      | H | Belgrad, Stadion JNA                                                       | Freundschaftsspiel                             | |
| 232 | 26.08.1960 | 6:1       | Vereinigte Arabische Republik | * | Pescara (ITA), Stadio Adriatico                                            | Olympische Sommerspiele 1960-Endrunde          | Länderspiel wird von der FIFA nicht anerkannt 10 |
| 233 | 29.08.1960 | 4:0       | Türkei                        | * | Florenz (ITA), Stadio Comunale                                             | Olympische Sommerspiele 1960-Endrunde          | Länderspiel wird von der FIFA nicht anerkannt 10 |
| 234 | 01.09.1960 | 3:3       | Bulgarien                     | * | Rom (ITA), Stadio Flaminio                                                 | Olympische Sommerspiele 1960-Endrunde          | Länderspiel wird von der FIFA nicht anerkannt 10 |
| 235 | 05.09.1960 | 1:1 n. V. | Italien                       | A | Neapel (ITA), Stadio San Paolo                                             | Olympische Sommerspiele 1960-Endrunde          | Durch Losentscheid wurde Jugoslawien als Sieger ermittelt. Länderspiel wird von der FIFA nicht anerkannt 10                                                  |
| 236 | 10.09.1960 | 3:1       | Dänemark                      | * | Rom (ITA), Stadio Olimpico                                                 | Olympische Sommerspiele 1960-Endrunde          | Länderspiel wird von der FIFA nicht anerkannt 10 |
| 237 | 09.10.1960 | 1:1       | Ungarn                        | A | Budapest (HUN), Népstadion                                                 | Freundschaftsspiel                             | |
| –   | 29.03.1961 | 1:6       | FLN                           | H | Belgrad, ?                                                                 | Freundschaftsspiel                             | inoffizielles Länderspiel |
| 238 | 07.05.1961 | 2:4       | Ungarn                        | H | Belgrad, Stadion JNA                                                       | Freundschaftsspiel                             | |
| 239 | 04.06.1961 | 2:1       | Polen                         | H | Belgrad, Stadion JNA                                                       | Weltmeisterschaft 1962- Qualifikation          | |
| 240 | 18.06.1961 | 3:2       | Marokko                       | H | Belgrad, Stadion JNA                                                       | Freundschaftsspiel                             | |
| 241 | 25.06.1961 | 1:1       | Polen                         | A | Königshütte (POL), Stadion Śląski                                          | Weltmeisterschaft 1962- Qualifikation          | |
| 242 | 08.10.1961 | 5:1       | Südkorea                      | H | Belgrad, Stadion JNA                                                       | Weltmeisterschaft 1962- Qualifikation          | Erstes Länderspiel gegen Südkorea |
| 243 | 19.11.1961 | 2:1       | Österreich                    | H | Zagreb, Stadion Maksimir                                                   | Freundschaftsspiel                             | |
| 244 | 26.11.1961 | 3:1       | Südkorea                      | A | Seoul (KOR), Hyochang Stadium                                              | Weltmeisterschaft 1962- Qualifikation          | |
| 245 | 29.11.1961 | 1:0       | Japan                         | A | Tokio (JPN), National Olympic Stadium                                      | Freundschaftsspiel                             | Erstes Länderspiel gegen Japan |
| 246 | 02.12.1961 | 2:1       | Hongkong                      | A | Hongkong (HKG), Government Stadium                                         | Freundschaftsspiel                             | Erstes Länderspiel gegen Hongkong |
| 247 | 07.12.1961 | 5:1       | Indonesien                    | A | Jakarta (IDN), Stadion Utama Senayan                                       | Freundschaftsspiel                             | |
| 248 | 14.12.1961 | 2:0       | Israel                        | A | Ramat Gan (ISR), National Stadium                                          | Freundschaftsspiel                             | |
| 249 | 16.05.1962 | 3:1       | DDR                           | H | Belgrad, Stadion JNA                                                       | Freundschaftsspiel                             | Erstes Länderspiel gegen die DDR |
| 250 | 31.05.1962 | 0:2       | UdSSR                         | * | Arica (CHI), Estadio Carlos Dittborn                                       | Weltmeisterschaft 1962- Endrunde               | |
| 251 | 02.06.1962 | 3:1       | Uruguay                       | * | Arica (CHI), Estadio Carlos Dittborn                                       | Weltmeisterschaft 1962- Endrunde               | |
| 252 | 07.06.1962 | 5:0       | Kolumbien                     | * | Arica (CHI), Estadio Carlos Dittborn                                       | Weltmeisterschaft 1962- Endrunde               | Erstes Länderspiel gegen Kolumbien |
| 253 | 10.06.1962 | 1:0       | BRD                           | * | Santiago de Chile (CHI), Estadio Nacional de Chile                         | Weltmeisterschaft 1962- Endrunde               | |
| 254 | 13.06.1962 | 1:3       | Tschechoslowakei              | * | Viña del Mar (CHI), Estadio Sausalito                                      | Weltmeisterschaft 1962- Endrunde               | |
| 255 | 16.06.1962 | 0:1       | Chile                         | A | Santiago de Chile (CHI), Estadio Nacional de Chile                         | Weltmeisterschaft 1962- Endrunde               | Erstes Länderspiel gegen Chile |
| 256 | 16.09.1962 | 2:2       | DDR                           | A | Leipzig (GDR), Zentralstadion                                              | Freundschaftsspiel                             | |
| 257 | 19.09.1962 | 5:2       | Äthiopien                     | H | Belgrad, Omladinski stadion                                                | Freundschaftsspiel                             | Erstes Länderspiel gegen Äthiopien |
| 258 | 30.09.1962 | 2:3       | BRD                           | H | Zagreb, Stadion Maksimir                                                   | Freundschaftsspiel                             | |
| 259 | 14.10.1962 | 1:0       | Ungarn                        | A | Budapest (HUN), Népstadion                                                 | Freundschaftsspiel                             | |
| 260 | 04.11.1962 | 3:2       | Belgien                       | H | Belgrad, Stadion JNA                                                       | Europapokal der Nationen 1964-Qualifikation    | |
| 261 | 31.03.1963 | 1:0       | Belgien                       | A | Brüssel (BEL), Stade du Heysel                                             | Europapokal der Nationen 1964-Qualifikation    | |

### SFR Jugoslawien
| Nr. | Datum      | Erg.                | Gegner                       |   | Austragungsort                                                        | Anlass                                      | Bemerkung                                                                                      |
| --- | ---------- | ------------------- | ---------------------------- | - | --------------------------------------------------------------------- | ------------------------------------------- | ---------------------------------------------------------------------------------------------- |
| 262 | 19.06.1963 | 0:0                 | Schweden                     | H | Belgrad, Stadion JNA                                                  | Europapokal der Nationen 1964-Qualifikation |                                                                                                |
| 263 | 18.09.1963 | 2:3                 | Schweden                     | A | Malmö (SWE), Malmö Stadion                                            | Europapokal der Nationen 1964-Qualifikation |                                                                                                |
| 264 | 06.10.1963 | 2:0                 | Ungarn                       | H | Belgrad, Stadion JNA                                                  | Freundschaftsspiel                          |                                                                                                |
| 265 | 27.10.1963 | 1:2                 | Rumänien                     | A | Bukarest (ROU), Stadionul 23 August                                   | Freundschaftsspiel                          |                                                                                                |
| 266 | 03.11.1963 | 2:0                 | Tschechoslowakei             | H | Zagreb, Stadion Maksimir                                              | Freundschaftsspiel                          |                                                                                                |
| 267 | 18.03.1964 | 1:0                 | Bulgarien                    | A | Sofia (BUL), Nazionalen Stadion Wassil Lewski                         | Freundschaftsspiel                          |                                                                                                |
| 268 | 01.04.1964 | 1:0                 | Bulgarien                    | H | Niš, Gradski stadion Čair                                             | Freundschaftsspiel                          |                                                                                                |
| 269 | 17.05.1964 | 3:2                 | Tschechoslowakei             | A | Prag (TCH), Stadion Československé Armády                             | Freundschaftsspiel                          |                                                                                                |
| 270 | 17.06.1964 | 1:2                 | Rumänien                     | H | Belgrad, Stadion JNA                                                  | Freundschaftsspiel                          |                                                                                                |
| 271 | 20.09.1964 | 3:1                 | Luxemburg                    | H | Belgrad, Stadion JNA                                                  | Weltmeisterschaft 1966- Qualifikation       |                                                                                                |
| 272 | 23.09.1964 | 2:7                 | Europa                       | H | Belgrad, Stadion JNA                                                  | Benefizspiel                                | Länderspiel wird von der FIFA nicht anerkannt Erstes Länderspiel gegen Europa                  |
| 273 | 27.09.1964 | 2:3                 | Österreich                   | A | Wien (AUT), Praterstadion                                             | Freundschaftsspiel                          |                                                                                                |
| 274 | 13.10.1964 | 3:1                 | Marokko                      | * | Yokohama (JPN), Mitsuzawa Football Stadium                            | Olympische Sommerspiele 1964-Endrunde       | Länderspiel wird von der FIFA nicht anerkannt 10                                               |
| 275 | 15.10.1964 | 5:6                 | Ungarn                       | * | Tokio (JPN), Komazawa Olympic Park Stadium                            | Olympische Sommerspiele 1964-Endrunde       | Länderspiel wird von der FIFA nicht anerkannt 10                                               |
| 276 | 18.10.1964 | 0:1                 | Deutschland 8                | * | Tokio (JPN), Chichibunomiya Rugby Stadium                             | Olympische Sommerspiele 1964-Endrunde       | Länderspiel wird von der FIFA nicht anerkannt 10                                               |
| 277 | 20.10.1964 | 6:1                 | Japan                        | A | Osaka (JPN), Nagai Stadium                                            | Olympische Sommerspiele 1964-Endrunde       | Länderspiel wird von der FIFA nicht anerkannt 10                                               |
| 278 | 22.10.1964 | 0:3                 | Rumänien                     | * | Osaka (JPN), Nagai Stadium                                            | Olympische Sommerspiele 1964-Endrunde       | Länderspiel wird von der FIFA nicht anerkannt 10                                               |
| 279 | 25.10.1964 | 1:2                 | Ungarn                       | A | Budapest (HUN), Népstadion                                            | Freundschaftsspiel                          | Gegner war amtierender Olympiasieger                                                           |
| 280 | 28.10.1964 | 0:2                 | Israel                       | A | Tel Aviv-Jaffa (ISR), Bloomfield Stadium                              | Freundschaftsspiel                          |                                                                                                |
| 281 | 22.11.1964 | 1:1                 | UdSSR                        | H | Belgrad, Stadion Crvena zvezda                                        | Freundschaftsspiel                          |                                                                                                |
| 282 | 18.04.1965 | 1:0                 | Frankreich                   | H | Belgrad, Stadion Crvena zvezda                                        | Weltmeisterschaft 1966- Qualifikation       |                                                                                                |
| 283 | 09.05.1965 | 1:1                 | England                      | H | Belgrad, Stadion Crvena zvezda                                        | Freundschaftsspiel                          |                                                                                                |
| 284 | 16.06.1965 | 0:3                 | Norwegen                     | A | Oslo (NOR), Ullevaal Stadion                                          | Weltmeisterschaft 1966- Qualifikation       |                                                                                                |
| 285 | 04.09.1965 | 0:0                 | UdSSR                        | A | Moskau (URS), Centralnyj Stadion im. W. I. Lenin                      | Freundschaftsspiel                          |                                                                                                |
| 286 | 19.09.1965 | 5:2                 | Luxemburg                    | A | Luxemburg-Stadt (LUX), Stade municipal                                | Weltmeisterschaft 1966- Qualifikation       |                                                                                                |
| 287 | 09.10.1965 | 0:1                 | Frankreich                   | A | Paris (FRA), Parc des Princes                                         | Weltmeisterschaft 1966- Qualifikation       |                                                                                                |
| 288 | 07.11.1965 | 1:1                 | Norwegen                     | H | Belgrad, Stadion JNA                                                  | Weltmeisterschaft 1966- Qualifikation       |                                                                                                |
| 289 | 04.05.1966 | 0:2                 | England                      | A | London (ENG), Wembley Stadium                                         | Freundschaftsspiel                          |                                                                                                |
| 290 | 08.05.1966 | 2:0                 | Ungarn                       | H | Zagreb, Stadion Maksimir                                              | Freundschaftsspiel                          | Gegner war amtierender Olympiasieger                                                           |
| 291 | 01.06.1966 | 0:2                 | Bulgarien                    | H | Belgrad, Stadion JNA                                                  | Freundschaftsspiel                          |                                                                                                |
| 292 | 23.06.1966 | 0:2                 | BRD                          | A | Hannover (FRG), Niedersachsenstadion                                  | Freundschaftsspiel                          |                                                                                                |
| 293 | 27.06.1966 | 1:1                 | Schweden                     | A | Malmö (SWE), Malmö Stadion                                            | Freundschaftsspiel                          |                                                                                                |
| 294 | 18.09.1966 | 1:2                 | UdSSR                        | H | Belgrad, Stadion JNA                                                  | Freundschaftsspiel                          | 100. Niederlage                                                                                |
| 295 | 12.10.1966 | 3:1                 | Israel                       | A | Tel Aviv-Jaffa (ISR), Bloomfield Stadium                              | Freundschaftsspiel                          |                                                                                                |
| 296 | 19.10.1966 | 1:0                 | Tschechoslowakei             | H | Belgrad, Stadion JNA                                                  | Freundschaftsspiel                          |                                                                                                |
| 297 | 06.11.1966 | 1:6                 | Bulgarien                    | A | Sofia (BUL), Nazionalen Stadion Wassil Lewski                         | Freundschaftsspiel                          |                                                                                                |
| 298 | 23.04.1967 | 0:1                 | Ungarn                       | A | Budapest (HUN), Népstadion                                            | Freundschaftsspiel                          | Gegner war amtierender Olympiasieger                                                           |
| 299 | 03.05.1967 | 1:0                 | BRD                          | H | Belgrad, Stadion Crvena zvezda                                        | Europameisterschaft 1968- Qualifikation     |                                                                                                |
| 300 | 14.05.1967 | 2:0                 | Albanien                     | A | Tirana (ALB), Stadiumi kombëtar Qemal Stafa                           | Europameisterschaft 1968- Qualifikation     |                                                                                                |
| 301 | 07.10.1967 | 1:3                 | BRD                          | A | Hamburg (FRG), Volksparkstadion                                       | Europameisterschaft 1968- Qualifikation     |                                                                                                |
| 302 | 01.11.1967 | 2:1                 | Niederlande                  | A | Rotterdam (NED), Stadion Feĳenoord                                    | Freundschaftsspiel                          | Erstes Länderspiel gegen die Niederlande                                                       |
| 303 | 12.11.1967 | 4:0                 | Albanien                     | H | Belgrad, Stadion JNA                                                  | Europameisterschaft 1968- Qualifikation     |                                                                                                |
| 304 | 06.04.1968 | 1:1                 | Frankreich                   | A | Marseille (FRA), Stade Vélodrome                                      | Europameisterschaft 1968- Qualifikation     |                                                                                                |
| 305 | 24.04.1968 | 5:1                 | Frankreich                   | H | Belgrad, Stadion Crvena zvezda                                        | Europameisterschaft 1968- Qualifikation     |                                                                                                |
| 306 | 27.04.1968 | 0:3                 | Tschechoslowakei             | A | Bratislava (TCH), Tehelné pole                                        | Freundschaftsspiel                          |                                                                                                |
| 307 | 05.06.1968 | 1:0                 | England                      | * | Florenz (ITA), Stadio Comunale                                        | Europameisterschaft 1968- Endrunde          | Gegner war amtierender Weltmeister                                                             |
| 308 | 08.06.1968 | 1:1 n. V.           | Italien                      | A | Rom (ITA), Stadio Olimpico                                            | Europameisterschaft 1968- Endrunde          |                                                                                                |
| 309 | 10.06.1968 | 0:2                 | Italien                      | A | Rom (ITA), Stadio Olimpico                                            | Europameisterschaft 1968- Endrunde          |                                                                                                |
| 310 | 25.06.1968 | 0:2                 | Brasilien                    | H | Belgrad, Stadion JNA                                                  | Freundschaftsspiel                          |                                                                                                |
| 311 | 25.09.1968 | 9:1                 | Finnland                     | H | Belgrad, Stadion JNA                                                  | Weltmeisterschaft 1970- Qualifikation       |                                                                                                |
| 312 | 16.10.1968 | 0:3                 | Belgien                      | A | Anderlecht (BEL), Stade Émile Versé                                   | Weltmeisterschaft 1970- Qualifikation       |                                                                                                |
| 313 | 27.10.1968 | 0:0                 | Spanien                      | H | Belgrad, Stadion Crvena zvezda                                        | Weltmeisterschaft 1970- Qualifikation       |                                                                                                |
| 314 | 17.12.1968 | 3:3                 | Brasilien                    | A | Rio de Janeiro (BRA), Estádio Jornalista Mário Filho                  | Freundschaftsspiel                          |                                                                                                |
| 315 | 19.12.1968 | 2:3                 | Brasilien                    | A | Belo Horizonte (BRA), Estádio Governador Magalhães Pinto              | Freundschaftsspiel                          |                                                                                                |
| 316 | 22.12.1968 | 1:1                 | Argentinien                  | A | San Martín 11 (ARG), Estadio Libertador General San Martín            | Freundschaftsspiel                          |                                                                                                |
| 317 | 26.02.1969 | 2:1                 | Schweden                     | H | Split, Stadion pod Marjanom                                           | Freundschaftsspiel                          |                                                                                                |
| 318 | 30.04.1969 | 1:2                 | Spanien                      | A | Barcelona (ESP), Camp Nou                                             | Weltmeisterschaft 1970- Qualifikation       |                                                                                                |
| 319 | 04.06.1969 | 5:1                 | Finnland                     | A | Helsinki (FIN), Olympiastadion                                        | Weltmeisterschaft 1970- Qualifikation       |                                                                                                |
| 320 | 03.09.1969 | 1:1                 | Rumänien                     | H | Belgrad, Stadion JNA                                                  | Freundschaftsspiel                          |                                                                                                |
| 321 | 24.09.1969 | 1:3                 | UdSSR                        | H | Belgrad, Stadion JNA                                                  | Freundschaftsspiel                          |                                                                                                |
| 322 | 19.10.1969 | 4:0                 | Belgien                      | H | Skopje, Gradski stadion                                               | Weltmeisterschaft 1970- Qualifikation       |                                                                                                |
| 323 | 08.04.1970 | 1:1                 | Österreich                   | H | Sarajevo, Stadion Koševo                                              | Freundschaftsspiel                          |                                                                                                |
| 324 | 12.04.1970 | 2:2                 | Ungarn                       | H | Belgrad, Stadion JNA                                                  | Freundschaftsspiel                          | Gegner war amtierender Olympiasieger                                                           |
| 325 | 06.05.1970 | 0:0                 | Rumänien                     | A | Bukarest (ROU), Stadionul 23 August                                   | Freundschaftsspiel                          |                                                                                                |
| 326 | 13.05.1970 | 0:1                 | BRD                          | A | Hannover (FRG), Niedersachsenstadion                                  | Freundschaftsspiel                          |                                                                                                |
| 327 | 10.09.1970 | 1:0                 | Österreich                   | A | Graz (AUT), Bundesstadion Liebenau                                    | Freundschaftsspiel                          |                                                                                                |
| 328 | 11.10.1970 | 1:1                 | Niederlande                  | A | Rotterdam (NED), Stadion Feĳenoord                                    | Europameisterschaft 1972- Qualifikation     |                                                                                                |
| 329 | 14.10.1970 | 2:0                 | Luxemburg                    | A | Luxemburg-Stadt (LUX), Stade municipal                                | Europameisterschaft 1972- Qualifikation     |                                                                                                |
| 330 | 28.10.1970 | 0:4                 | UdSSR                        | A | Moskau (URS), Centralnyj Stadion im. W. I. Lenin                      | Freundschaftsspiel                          |                                                                                                |
| 331 | 18.11.1970 | 2:0                 | BRD                          | H | Zagreb, Stadion Maksimir                                              | Freundschaftsspiel                          |                                                                                                |
| 332 | 04.04.1971 | 2:0                 | Niederlande                  | H | Split, Stadion pod Marjanom                                           | Europameisterschaft 1972- Qualifikation     |                                                                                                |
| 333 | 21.04.1971 | 0:1                 | Rumänien                     | H | Novi Sad, Gradski stadion                                             | Freundschaftsspiel                          |                                                                                                |
| 334 | 09.05.1971 | 2:1                 | DDR                          | A | Leipzig (GDR), Zentralstadion                                         | Europameisterschaft 1972- Qualifikation     |                                                                                                |
| 335 | 18.07.1971 | 2:2                 | Brasilien                    | A | Rio de Janeiro (BRA), Estádio Jornalista Mário Filho                  | Freundschaftsspiel                          | Gegner war amtierender Weltmeister                                                             |
| 336 | 01.09.1971 | 1:2                 | Ungarn                       | A | Budapest (HUN), Népstadion                                            | Freundschaftsspiel                          | Gegner war amtierender Olympiasieger                                                           |
| 337 | 22.09.1971 | 4:0                 | Mexiko                       | H | Sarajevo, Stadion Koševo                                              | Freundschaftsspiel                          |                                                                                                |
| 338 | 16.10.1971 | 0:0                 | DDR                          | H | Belgrad, Stadion JNA                                                  | Europameisterschaft 1972- Qualifikation     |                                                                                                |
| 339 | 27.10.1971 | 0:0                 | Luxemburg                    | H | Titograd, Gradski stadion pod Goricom                                 | Europameisterschaft 1972- Qualifikation     |                                                                                                |
| 340 | 30.04.1972 | 0:0                 | UdSSR                        | H | Belgrad, Stadion Crvena zvezda                                        | Europameisterschaft 1972- Qualifikation     |                                                                                                |
| 341 | 13.05.1972 | 0:3                 | UdSSR                        | A | Moskau (URS), Centralnyj Stadion im. W. I. Lenin                      | Europameisterschaft 1972- Qualifikation     |                                                                                                |
| 342 | 14.06.1972 | 10:0                | Venezuela                    | * | Curitiba (BRA), Estádio Belfort Duarte                                | Taça Independência                          | Höchster Sieg Erstes Länderspiel gegen Venezuela                                               |
| 343 | 18.06.1972 | 1:1                 | Bolivien                     | * | Campo Grande (BRA), Estádio Universitário Pedro Pedrossian            | Taça Independência                          |                                                                                                |
| 344 | 22.06.1972 | 2:1                 | Paraguay                     | * | Manaus (BRA), Estádio Vivaldo Lima                                    | Taça Independência                          |                                                                                                |
| 345 | 25.06.1972 | 2:1                 | Peru                         | * | Manaus (BRA), Estádio Vivaldo Lima                                    | Taça Independência                          | Erstes Länderspiel gegen Peru                                                                  |
| 346 | 29.06.1972 | 2:2                 | Schottland                   | * | Belo Horizonte (BRA), Estádio Governador Magalhães Pinto              | Taça Independência                          |                                                                                                |
| 347 | 02.07.1972 | 0:3                 | Brasilien                    | A | São Paulo (BRA), Estádio Cícero Pompeu de Toledo                      | Taça Independência                          | Gegner war amtierender Weltmeister                                                             |
| 348 | 06.07.1972 | 2:1                 | Tschechoslowakei             | * | São Paulo (BRA), Estádio Municipal Paulo Machado de Carvalho          | Taça Independência                          | Länderspiel wird von der FIFA nicht anerkannt                                                  |
| 349 | 09.07.1972 | 4:2                 | Argentinien                  | * | Rio de Janeiro (BRA), Estádio Jornalista Mário Filho                  | Taça Independência                          |                                                                                                |
| 350 | 20.09.1972 | 1:3                 | Italien                      | A | Turin (ITA), Stadio Comunale                                          | Freundschaftsspiel                          |                                                                                                |
| 351 | 11.10.1972 | 1:1                 | England                      | A | London (ENG), Wembley Stadium                                         | Freundschaftsspiel                          |                                                                                                |
| –   | 11.10.1972 | 1:2                 | Bulgarien                    | A | Sofia (BUL), Nazionalen Stadion Wassil Lewski                         | Freundschaftsspiel                          | inoffizielles Länderspiel 5                                                                    |
| 352 | 19.10.1972 | 2:2                 | Spanien                      | A | Las Palmas de Gran Canaria (ESP), Estadio Insular                     | Weltmeisterschaft 1974- Qualifikation       |                                                                                                |
| 353 | 19.11.1972 | 1:0                 | Griechenland                 | H | Belgrad, Stadion Crvena zvezda                                        | Weltmeisterschaft 1974- Qualifikation       |                                                                                                |
| 354 | 04.02.1973 | 5:0                 | Tunesien                     | A | Tunis (TUN), Stade olympique d'El Menzah                              | Freundschaftsspiel                          |                                                                                                |
| 355 | 09.05.1973 | 1:0                 | BRD                          | A | München (FRG), Olympiastadion                                         | Freundschaftsspiel                          |                                                                                                |
| 356 | 13.05.1973 | 2:2                 | Polen                        | A | Warschau (POL), Stadion Dziesięciolecia Manifestu Lipcowego           | Freundschaftsspiel                          | Gegner war amtierender Olympiasieger                                                           |
| 357 | 26.09.1973 | 1:1                 | Ungarn                       | H | Belgrad, Stadion JNA                                                  | Freundschaftsspiel                          |                                                                                                |
| 358 | 21.10.1973 | 0:0                 | Spanien                      | H | Zagreb, Stadion Maksimir                                              | Weltmeisterschaft 1974- Qualifikation       |                                                                                                |
| 359 | 19.12.1973 | 4:2                 | Griechenland                 | A | Piräus (GRE), Stádio Geórgios Karaïskákis                             | Weltmeisterschaft 1974- Qualifikation       |                                                                                                |
| 360 | 13.02.1974 | 1:0                 | Spanien                      | * | Frankfurt am Main (FRG), Waldstadion                                  | Weltmeisterschaft 1974- Qualifikation       |                                                                                                |
| 361 | 17.04.1974 | 0:1                 | UdSSR                        | H | Zenica, Stadion Bilino polje                                          | Freundschaftsspiel                          |                                                                                                |
| 362 | 29.05.1974 | 2:3                 | Ungarn                       | A | Székesfehérvár (HUN), Sóstói Stadion                                  | Freundschaftsspiel                          |                                                                                                |
| 363 | 05.06.1974 | 2:2                 | England                      | H | Belgrad, Stadion Crvena zvezda                                        | Freundschaftsspiel                          |                                                                                                |
| 364 | 13.06.1974 | 0:0                 | Brasilien                    | * | Frankfurt am Main (FRG), Waldstadion                                  | Weltmeisterschaft 1974- Endrunde            | Gegner war amtierender Weltmeister                                                             |
| 365 | 18.06.1974 | 9:0                 | Zaire                        | * | Gelsenkirchen (FRG), Parkstadion                                      | Weltmeisterschaft 1974- Endrunde            | Erstes Länderspiel gegen Zaire                                                                 |
| 366 | 22.06.1974 | 1:1                 | Schottland                   | * | Frankfurt am Main (FRG), Waldstadion                                  | Weltmeisterschaft 1974- Endrunde            |                                                                                                |
| 367 | 26.06.1974 | 0:2                 | BRD                          | A | Düsseldorf (FRG), Rheinstadion                                        | Weltmeisterschaft 1974- Endrunde            |                                                                                                |
| 368 | 30.06.1974 | 1:2                 | Polen                        | * | Frankfurt am Main (FRG), Waldstadion                                  | Weltmeisterschaft 1974- Endrunde            | Gegner war amtierender Olympiasieger                                                           |
| 369 | 03.07.1974 | 1:2                 | Schweden                     | * | Düsseldorf (FRG), Rheinstadion                                        | Weltmeisterschaft 1974- Endrunde            |                                                                                                |
| 370 | 28.09.1974 | 1:0                 | Italien                      | H | Zagreb, Stadion Maksimir                                              | Freundschaftsspiel                          |                                                                                                |
| 371 | 30.10.1974 | 3:1                 | Norwegen                     | H | Belgrad, Stadion JNA                                                  | Europameisterschaft 1976- Qualifikation     |                                                                                                |
| 372 | 16.04.1975 | 0:1                 | Nordirland                   | A | Belfast (NIR), Windsor Park                                           | Europameisterschaft 1976- Qualifikation     | Erstes Länderspiel gegen Nordirland                                                            |
| 373 | 31.05.1975 | 3:0                 | Niederlande                  | H | Belgrad, Stadion JNA                                                  | Freundschaftsspiel                          |                                                                                                |
| 374 | 04.06.1975 | 2:1                 | Schweden                     | A | Solna (SWE), Råsunda Fotbollsstadion                                  | Europameisterschaft 1976- Qualifikation     |                                                                                                |
| 375 | 09.06.1975 | 3:1                 | Norwegen                     | A | Oslo (NOR), Ullevaal Stadion                                          | Europameisterschaft 1976- Qualifikation     |                                                                                                |
| 376 | 15.10.1975 | 3:0                 | Schweden                     | H | Zagreb, Stadion Maksimir                                              | Europameisterschaft 1976- Qualifikation     |                                                                                                |
| 377 | 19.11.1975 | 1:0                 | Nordirland                   | H | Belgrad, Stadion JNA                                                  | Europameisterschaft 1976- Qualifikation     |                                                                                                |
| 378 | 18.02.1976 | 1:2                 | Tunesien                     | A | Tunis (TUN), Stade olympique d'El Menzah                              | Freundschaftsspiel                          |                                                                                                |
| 379 | 24.02.1976 | 2:1                 | Algerien                     | A | Algier (ALG), Stade du 5-Juillet-1962                                 | Freundschaftsspiel                          | Erstes Länderspiel gegen Algerien                                                              |
| 380 | 17.04.1976 | 0:0                 | Ungarn                       | H | Banja Luka, Gradski stadion                                           | Freundschaftsspiel                          |                                                                                                |
| 381 | 24.04.1976 | 2:0                 | Wales                        | H | Zagreb, Stadion Maksimir                                              | Europameisterschaft 1976- Qualifikation     |                                                                                                |
| 382 | 22.05.1976 | 1:1                 | Wales                        | A | Cardiff (WAL), Ninian Park                                            | Europameisterschaft 1976- Qualifikation     |                                                                                                |
| 383 | 17.06.1976 | 2:4 n. V.           | BRD                          | H | Belgrad, Stadion Crvena zvezda                                        | Europameisterschaft 1976- Endrunde          | Gegner war amtierender Weltmeister                                                             |
| 384 | 19.06.1976 | 2:3 n. V.           | Niederlande                  | H | Zagreb, Stadion Maksimir                                              | Europameisterschaft 1976- Endrunde          |                                                                                                |
| 385 | 25.09.1976 | 0:3                 | Italien                      | A | Rom (ITA), Stadio Olimpico                                            | Freundschaftsspiel                          |                                                                                                |
| 386 | 10.10.1976 | 0:1                 | Spanien                      | A | Sevilla (ESP), Estadio Ramón Sánchez Pizjuán                          | Weltmeisterschaft 1978- Qualifikation       |                                                                                                |
| 387 | 30.01.1977 | 1:0                 | Kolumbien                    | A | Santa Fé de Bogotá (COL), Estadio Nemesio Camacho El Campín           | Freundschaftsspiel                          |                                                                                                |
| 388 | 01.02.1977 | 1:5                 | Mexiko                       | A | León de los Aldama (MEX), Estadio León                                | Freundschaftsspiel                          |                                                                                                |
| 389 | 08.02.1977 | 1:0                 | Mexiko                       | A | San Nicolás de los Garza (MEX), Estadio Universitario                 | Freundschaftsspiel                          |                                                                                                |
| 390 | 23.03.1977 | 2:4                 | UdSSR                        | H | Belgrad, Stadion JNA                                                  | Freundschaftsspiel                          |                                                                                                |
| 391 | 30.04.1977 | 1:2                 | BRD                          | H | Belgrad, Stadion Crvena zvezda                                        | Freundschaftsspiel                          | Gegner war amtierender Weltmeister                                                             |
| 392 | 08.05.1977 | 0:2                 | Rumänien                     | H | Zagreb, Stadion Maksimir                                              | Weltmeisterschaft 1978- Qualifikation       |                                                                                                |
| 393 | 26.06.1977 | 0:0                 | Brasilien                    | A | Belo Horizonte (BRA), Estádio Governador Magalhães Pinto              | Freundschaftsspiel                          |                                                                                                |
| 394 | 03.07.1977 | 0:1                 | Argentinien                  | A | Buenos Aires (ARG), Estadio La Bombonera                              | Freundschaftsspiel                          |                                                                                                |
| 395 | 05.10.1977 | 3:4                 | Ungarn                       | A | Budapest (HUN), Népstadion                                            | Freundschaftsspiel                          |                                                                                                |
| 396 | 13.11.1977 | 6:4                 | Rumänien                     | A | Bukarest (ROU), Stadionul Steaua                                      | Weltmeisterschaft 1978- Qualifikation       |                                                                                                |
| 397 | 16.11.1977 | 0:0                 | Griechenland                 | A | Thessaloniki (GRE), Stádio Chariláou                                  | Balkan-Cup 1977–1980                        |                                                                                                |
| 398 | 30.11.1977 | 0:1                 | Spanien                      | H | Belgrad, Stadion Crvena zvezda                                        | Weltmeisterschaft 1978- Qualifikation       |                                                                                                |
| 399 | 05.04.1978 | 0:0                 | Iran                         | A | Teheran (IRN), Aryamehr Stadium                                       | Freundschaftsspiel                          | Erstes Länderspiel gegen den Iran                                                              |
| 400 | 18.05.1978 | 0:0                 | Italien                      | A | Rom (ITA), Stadio Olimpico                                            | Freundschaftsspiel                          |                                                                                                |
| 401 | 04.10.1978 | 1:2                 | Spanien                      | H | Zagreb, Stadion Maksimir                                              | Europameisterschaft 1980- Qualifikation     |                                                                                                |
| 402 | 25.10.1978 | 2:3                 | Rumänien                     | A | Bukarest (ROU), Stadionul Steaua                                      | Europameisterschaft 1980- Qualifikation     |                                                                                                |
| 403 | 15.11.1978 | 4:1                 | Griechenland                 | H | Skopje, Gradski stadion                                               | Balkan-Cup 1977–1980                        |                                                                                                |
| 404 | 01.04.1979 | 3:0                 | Republik Zypern              | A | Nikosia (CYP), Makário Stádio                                         | Europameisterschaft 1980- Qualifikation     | Erstes Länderspiel gegen die Republik Zypern                                                   |
| 405 | 13.06.1979 | 4:1                 | Italien                      | H | Zagreb, Stadion Maksimir                                              | Freundschaftsspiel                          |                                                                                                |
| 406 | 16.09.1979 | 4:2                 | Argentinien                  | H | Belgrad, Stadion Crvena zvezda                                        | Freundschaftsspiel                          | Gegner war amtierender Weltmeister                                                             |
| 407 | 10.10.1979 | 1:0                 | Spanien                      | A | Valencia (ESP), Estadio Luís Casanova                                 | Europameisterschaft 1980- Qualifikation     |                                                                                                |
| 408 | 31.10.1979 | 2:1                 | Rumänien                     | H | Titova Mitrovica, Stadion Trepča                                      | Europameisterschaft 1980- Qualifikation     |                                                                                                |
| 409 | 14.11.1979 | 5:0                 | Republik Zypern              | H | Novi Sad, Gradski stadion                                             | Europameisterschaft 1980- Qualifikation     |                                                                                                |
| 410 | 22.03.1980 | 2:1                 | Uruguay                      | H | Sarajevo, Stadion Koševo                                              | Freundschaftsspiel                          |                                                                                                |
| 411 | 30.03.1980 | 2:0                 | Rumänien                     | H | Belgrad, Omladinski stadion                                           | Balkan-Cup 1977–1980                        |                                                                                                |
| 412 | 26.04.1980 | 2:1                 | Polen                        | H | Borovo Naselje, Gradski stadion                                       | Freundschaftsspiel                          |                                                                                                |
| 413 | 27.08.1980 | 1:4                 | Rumänien                     | A | Bukarest (ROU), Stadionul 23 August                                   | Balkan-Cup 1977–1980                        |                                                                                                |
| 414 | 10.09.1980 | 5:0                 | Luxemburg                    | A | Luxemburg-Stadt (LUX), Stade municipal                                | Weltmeisterschaft 1982- Qualifikation       |                                                                                                |
| 415 | 27.09.1980 | 2:1                 | Dänemark                     | H | Ljubljana, Stadion za Bežigradom                                      | Weltmeisterschaft 1982- Qualifikation       |                                                                                                |
| 416 | 15.11.1980 | 0:2                 | Italien                      | A | Turin (ITA), Stadio Comunale                                          | Weltmeisterschaft 1982- Qualifikation       |                                                                                                |
| 417 | 25.03.1981 | 2:1                 | Bulgarien                    | H | Subotica, Gradski stadion                                             | Freundschaftsspiel                          |                                                                                                |
| 418 | 29.04.1981 | 5:1                 | Griechenland                 | H | Split, Gradski stadion u Poljudu                                      | Weltmeisterschaft 1982- Qualifikation       |                                                                                                |
| 419 | 09.09.1981 | 2:1                 | Dänemark                     | A | Kopenhagen (DEN), Københavns Idrætspark                               | Weltmeisterschaft 1982- Qualifikation       |                                                                                                |
| 420 | 17.10.1981 | 1:1                 | Italien                      | H | Belgrad, Stadion Crvena zvezda                                        | Weltmeisterschaft 1982- Qualifikation       |                                                                                                |
| 421 | 21.11.1981 | 5:0                 | Luxemburg                    | H | Novi Sad, Gradski stadion                                             | Weltmeisterschaft 1982- Qualifikation       |                                                                                                |
| 422 | 29.11.1981 | 2:1                 | Griechenland                 | A | Piräus (GRE), Stádio Geórgios Karaïskákis                             | Weltmeisterschaft 1982- Qualifikation       | 200. Sieg                                                                                      |
| 423 | 17.06.1982 | 0:0                 | Nordirland                   | * | Saragossa (ESP), Estadio de La Romareda                               | Weltmeisterschaft 1982- Endrunde            |                                                                                                |
| 424 | 20.06.1982 | 1:2                 | Spanien                      | A | Valencia (ESP), Estadio Luís Casanova                                 | Weltmeisterschaft 1982- Endrunde            |                                                                                                |
| 425 | 24.06.1982 | 1:0                 | Honduras                     | * | Saragossa (ESP), Estadio de La Romareda                               | Weltmeisterschaft 1982- Endrunde            | Erstes Länderspiel gegen Honduras                                                              |
| 426 | 13.10.1982 | 1:3                 | Norwegen                     | A | Oslo (NOR), Ullevaal Stadion                                          | Europameisterschaft 1984- Qualifikation     |                                                                                                |
| 427 | 17.11.1982 | 1:0                 | Bulgarien                    | A | Sofia (BUL), Nazionalen Stadion Wassil Lewski                         | Europameisterschaft 1984- Qualifikation     |                                                                                                |
| 428 | 15.12.1982 | 4:4                 | Wales                        | H | Titograd, Gradski stadion pod Goricom                                 | Europameisterschaft 1984- Qualifikation     |                                                                                                |
| 429 | 30.03.1983 | 2:0                 | Rumänien                     | A | Timișoara (ROU), Stadionul 1 Mai                                      | Freundschaftsspiel                          |                                                                                                |
| 430 | 23.04.1983 | 0:4                 | Frankreich                   | A | Paris (FRA), Parc des Princes                                         | Freundschaftsspiel                          |                                                                                                |
| 431 | 01.06.1983 | 1:0                 | Rumänien                     | H | Sarajevo, Stadion Koševo                                              | Freundschaftsspiel                          |                                                                                                |
| 432 | 07.06.1983 | 2:4                 | BRD                          | * | Luxemburg-Stadt (LUX), Stade municipal                                | Freundschaftsspiel                          |                                                                                                |
| 433 | 12.10.1983 | 2:1                 | Norwegen                     | H | Belgrad, Stadion JNA                                                  | Europameisterschaft 1984- Qualifikation     |                                                                                                |
| 434 | 26.10.1983 | 0:2                 | Schweiz                      | A | Basel (SUI), Fussballstadion St. Jakob                                | Freundschaftsspiel                          |                                                                                                |
| 435 | 12.11.1983 | 0:0                 | Frankreich                   | H | Zagreb, Stadion Maksimir                                              | Freundschaftsspiel                          |                                                                                                |
| 436 | 14.12.1983 | 1:1                 | Wales                        | A | Cardiff (WAL), Ninian Park                                            | Europameisterschaft 1984- Qualifikation     |                                                                                                |
| 437 | 21.12.1983 | 3:2                 | Bulgarien                    | H | Split, Gradski stadion u Poljudu                                      | Europameisterschaft 1984- Qualifikation     |                                                                                                |
| 438 | 31.03.1984 | 2:1                 | Ungarn                       | H | Subotica, Gradski stadion                                             | Freundschaftsspiel                          |                                                                                                |
| 439 | 02.06.1984 | 3:2                 | Portugal                     | A | Oeiras (POR), Estádio de Honra do Centro Desportivo Nacional do Jamor | Freundschaftsspiel                          |                                                                                                |
| 440 | 07.06.1984 | 1:0                 | Spanien                      | A | La Línea de la Concepción (ESP), Estadio Municipal José Antonio       | Freundschaftsspiel                          |                                                                                                |
| 441 | 13.06.1984 | 0:2                 | Belgien                      | * | Lens (FRA), Stade Félix Bollaert                                      | Europameisterschaft 1984- Endrunde          |                                                                                                |
| 442 | 16.06.1984 | 0:5                 | Dänemark                     | * | Lyon (FRA), Stade de Gerland                                          | Europameisterschaft 1984- Endrunde          |                                                                                                |
| 443 | 19.06.1984 | 2:3                 | Frankreich                   | A | Saint-Étienne (FRA), Stade Geoffroy Guichard                          | Europameisterschaft 1984- Endrunde          |                                                                                                |
| 444 | 12.09.1984 | 1:6                 | Schottland                   | A | Glasgow (SCO), Hampden Park                                           | Freundschaftsspiel                          |                                                                                                |
| 445 | 29.09.1984 | 0:0                 | Bulgarien                    | H | Belgrad, Stadion JNA                                                  | Weltmeisterschaft 1986- Qualifikation       |                                                                                                |
| 446 | 20.10.1984 | 3:2                 | DDR                          | A | Leipzig (GDR), Zentralstadion                                         | Weltmeisterschaft 1986- Qualifikation       |                                                                                                |
| 447 | 20.01.1985 | 3:1                 | Iran                         | * | Cochin (IND), Maharaja College Stadium                                | Nehru Cup 1985                              |                                                                                                |
| 448 | 25.01.1985 | 2:1                 | UdSSR                        | * | Cochin (IND), Maharaja College Stadium                                | Nehru Cup 1985                              |                                                                                                |
| 449 | 29.01.1985 | 1:1                 | Volksrepublik China          | * | Cochin (IND), Maharaja College Stadium                                | Nehru Cup 1985                              | Länderspiel wird von der FIFA nicht anerkannt Erstes Länderspiel gegen die Volksrepublik China |
| 450 | 01.02.1985 | 3:1                 | Südkorea                     | * | Cochin (IND), Maharaja College Stadium                                | Nehru Cup 1985                              | Länderspiel wird von der FIFA nicht anerkannt                                                  |
| 451 | 04.02.1985 | 1:2                 | UdSSR                        | * | Cochin (IND), Maharaja College Stadium                                | Nehru Cup 1985                              |                                                                                                |
| 452 | 27.03.1985 | 1:0                 | Luxemburg                    | H | Zenica, Stadion Bilino polje                                          | Weltmeisterschaft 1986- Qualifikation       |                                                                                                |
| 453 | 03.04.1985 | 0:0                 | Frankreich                   | H | Sarajevo, Olimpijski stadion Koševo                                   | Weltmeisterschaft 1986- Qualifikation       | Gegner war amtierender Olympiasieger                                                           |
| 454 | 01.05.1985 | 1:0                 | Luxemburg                    | A | Luxemburg-Stadt (LUX), Stade municipal                                | Weltmeisterschaft 1986- Qualifikation       |                                                                                                |
| 455 | 01.06.1985 | 1:2                 | Bulgarien                    | A | Sofia (BUL), Nazionalen Stadion Wassil Lewski                         | Weltmeisterschaft 1986- Qualifikation       |                                                                                                |
| 456 | 28.09.1985 | 1:2                 | DDR                          | H | Belgrad, Stadion JNA                                                  | Weltmeisterschaft 1986- Qualifikation       |                                                                                                |
| 457 | 16.10.1985 | 3:0                 | Österreich                   | A | Linz (AUT), Stadion auf der Gugl                                      | Freundschaftsspiel                          |                                                                                                |
| 458 | 16.11.1985 | 0:2                 | Frankreich                   | A | Paris (FRA), Parc des Princes                                         | Weltmeisterschaft 1986- Qualifikation       | Gegner war amtierender Olympiasieger                                                           |
| 459 | 30.04.1986 | 2:4                 | Brasilien                    | A | Recife (BRA), Estádio José do Rego Maciel                             | Freundschaftsspiel                          |                                                                                                |
| 460 | 11.05.1986 | 1:1                 | BRD                          | A | Bochum (FRG), Ruhrstadion                                             | Freundschaftsspiel                          |                                                                                                |
| 461 | 19.05.1986 | 3:1                 | Belgien                      | A | Brüssel (BEL), Stade du Heysel                                        | Freundschaftsspiel                          |                                                                                                |
| 462 | 29.10.1986 | 4:0                 | Türkei                       | H | Split, Gradski stadion u Poljudu                                      | Europameisterschaft 1988- Qualifikation     |                                                                                                |
| 463 | 12.11.1986 | 0:2                 | England                      | A | London (ENG), Wembley Stadium                                         | Europameisterschaft 1988- Qualifikation     |                                                                                                |
| 464 | 25.03.1987 | 4:0                 | Österreich                   | H | Banja Luka, Gradski stadion                                           | Freundschaftsspiel                          |                                                                                                |
| 465 | 29.04.1987 | 2:1                 | Nordirland                   | A | Belfast (NIR), Windsor Park                                           | Europameisterschaft 1988- Qualifikation     |                                                                                                |
| 466 | 29.08.1987 | 0:1                 | UdSSR                        | H | Belgrad, Stadion Crvena zvezda                                        | Freundschaftsspiel                          |                                                                                                |
| 467 | 23.09.1987 | 0:1                 | Italien                      | A | Pisa (ITA), Arena Garibaldi                                           | Freundschaftsspiel                          |                                                                                                |
| 468 | 14.10.1987 | 3:0                 | Nordirland                   | H | Sarajevo, Stadion Grbavica                                            | Europameisterschaft 1988- Qualifikation     |                                                                                                |
| 469 | 11.11.1987 | 1:4                 | England                      | H | Belgrad, Stadion Crvena zvezda                                        | Europameisterschaft 1988- Qualifikation     |                                                                                                |
| 470 | 16.12.1987 | 3:2                 | Türkei                       | A | Izmir (TUR), Atatürk Stadyumu                                         | Europameisterschaft 1988- Qualifikation     |                                                                                                |
| 471 | 23.03.1988 | 2:1                 | Wales                        | A | Swansea (WAL), Vetch Field                                            | Freundschaftsspiel                          |                                                                                                |
| 472 | 31.03.1988 | 1:1                 | Italien                      | H | Split, Gradski stadion u Poljudu                                      | Freundschaftsspiel                          |                                                                                                |
| 473 | 27.04.1988 | 0:2                 | Republik Irland              | A | Dublin (IRL), Lansdowne Road                                          | Freundschaftsspiel                          |                                                                                                |
| 474 | 04.06.1988 | 1:1                 | BRD                          | A | Bremen (FRG), Weserstadion                                            | Freundschaftsspiel                          |                                                                                                |
| 475 | 24.08.1988 | 2:0                 | Schweiz                      | A | Luzern (SUI), Stadion Allmend                                         | Freundschaftsspiel                          |                                                                                                |
| 476 | 14.09.1988 | 2:1                 | Spanien                      | A | Oviedo (ESP), Estadio Carlos Tartiere                                 | Freundschaftsspiel                          |                                                                                                |
| 477 | 19.10.1988 | 1:1                 | Schottland                   | A | Glasgow (SCO), Hampden Park                                           | Weltmeisterschaft 1990- Qualifikation       |                                                                                                |
| 478 | 19.11.1988 | 3:2                 | Frankreich                   | H | Belgrad, Stadion JNA                                                  | Weltmeisterschaft 1990- Qualifikation       |                                                                                                |
| 479 | 11.12.1988 | 4:0                 | Republik Zypern              | H | Belgrad, Stadion Crvena zvezda                                        | Weltmeisterschaft 1990- Qualifikation       |                                                                                                |
| 480 | 05.04.1989 | 4:1                 | Griechenland                 | A | Marousi (GRE), Kendrikó Olymbiakó Stádio                              | Freundschaftsspiel                          |                                                                                                |
| 481 | 29.04.1989 | 0:0                 | Frankreich                   | A | Paris (FRA), Parc des Princes                                         | Weltmeisterschaft 1990- Qualifikation       |                                                                                                |
| 482 | 27.05.1989 | 0:1                 | Belgien                      | A | Brüssel (BEL), Stade du Heysel                                        | Freundschaftsspiel                          |                                                                                                |
| 483 | 14.06.1989 | 2:1                 | Norwegen                     | A | Oslo (NOR), Ullevaal Stadion                                          | Weltmeisterschaft 1990- Qualifikation       |                                                                                                |
| 484 | 23.08.1989 | 2:2                 | Finnland                     | A | Kuopio (FIN), Väinölänniemen-Stadion                                  | Freundschaftsspiel                          |                                                                                                |
| 485 | 06.09.1989 | 3:1                 | Schottland                   | H | Zagreb, Stadion Maksimir                                              | Weltmeisterschaft 1990- Qualifikation       |                                                                                                |
| 486 | 20.09.1989 | 3:0                 | Griechenland                 | H | Novi Sad, Gradski stadion                                             | Freundschaftsspiel                          | 1000. Tor durch Dragoljub Brnović                                                              |
| 487 | 11.10.1989 | 1:0                 | Norwegen                     | H | Sarajevo, Olimpijski stadion Koševo                                   | Weltmeisterschaft 1990- Qualifikation       |                                                                                                |
| 488 | 28.10.1989 | 2:1                 | Republik Zypern              | * | Marousi (GRE), Kendrikó Olymbiakó Stádio                              | Weltmeisterschaft 1990- Qualifikation       |                                                                                                |
| 489 | 14.11.1989 | 0:0                 | Brasilien                    | A | João Pessoa (BRA), Estádio José Américo de Almeida Filho              | Freundschaftsspiel                          |                                                                                                |
| 490 | 13.12.1989 | 1:2                 | England                      | A | London (ENG), Wembley Stadium                                         | Freundschaftsspiel                          |                                                                                                |
| 491 | 28.03.1990 | 0:0                 | Polen                        | A | Łódź (POL), Stadion Widzewa                                           | Freundschaftsspiel                          |                                                                                                |
| 492 | 26.05.1990 | 0:1                 | Spanien                      | H | Ljubljana, Stadion za Bežigradom                                      | Freundschaftsspiel                          |                                                                                                |
| 493 | 03.06.1990 | 0:2                 | Niederlande                  | H | Zagreb, Stadion Maksimir                                              | Freundschaftsspiel                          |                                                                                                |
| 494 | 10.06.1990 | 1:4                 | BRD                          | * | Mailand (ITA), Stadio Giuseppe Meazza                                 | Weltmeisterschaft 1990- Endrunde            |                                                                                                |
| 495 | 14.06.1990 | 1:0                 | Kolumbien                    | * | Bologna (ITA), Stadio Renato Dall’Ara                                 | Weltmeisterschaft 1990- Endrunde            |                                                                                                |
| 496 | 19.06.1990 | 4:1                 | Vereinigte Arabische Emirate | * | Bologna (ITA), Stadio Renato Dall’Ara                                 | Weltmeisterschaft 1990- Endrunde            | Erstes Länderspiel gegen die Vereinigten Arabischen Emirate                                    |
| 497 | 26.06.1990 | 2:1 n. V.           | Spanien                      | * | Verona (ITA), Stadio Marcantonio Bentegodi                            | Weltmeisterschaft 1990- Endrunde            |                                                                                                |
| 498 | 30.06.1990 | 0:0 n. V. 2:3 i. E. | Argentinien                  | * | Florenz (ITA), Stadio Comunale                                        | Weltmeisterschaft 1990- Endrunde            | Gegner war amtierender Weltmeister                                                             |
| 499 | 12.09.1990 | 2:0                 | Nordirland                   | A | Belfast (NIR), Windsor Park                                           | Europameisterschaft 1992- Qualifikation     |                                                                                                |
| 500 | 31.10.1990 | 4:1                 | Österreich                   | H | Belgrad, Stadion Crvena zvezda                                        | Europameisterschaft 1992- Qualifikation     |                                                                                                |
| 501 | 14.11.1990 | 2:0                 | Dänemark                     | A | Kopenhagen (DEN), Københavns Idrætspark                               | Europameisterschaft 1992- Qualifikation     |                                                                                                |
| 502 | 27.02.1991 | 1:1                 | Türkei                       | A | Izmir (TUR), Atatürk Stadyumu                                         | Freundschaftsspiel                          | 100. Unentschieden                                                                             |
| 503 | 27.03.1991 | 4:1                 | Nordirland                   | H | Belgrad, Stadion Crvena zvezda                                        | Europameisterschaft 1992- Qualifikation     |                                                                                                |
| 504 | 01.05.1991 | 1:2                 | Dänemark                     | H | Belgrad, Stadion Crvena zvezda                                        | Europameisterschaft 1992- Qualifikation     |                                                                                                |
| 505 | 16.05.1991 | 7:0                 | Färöer                       | H | Belgrad, Stadion Crvena zvezda                                        | Europameisterschaft 1992- Qualifikation     | Erstes Länderspiel gegen die Färöer                                                            |
| 506 | 08.08.1991 | 0:0 n. V. 3:4 i. E. | Tschechoslowakei             | * | Aosta (ITA), Stadio Mario Puchoz                                      | Memorial Pier Cesare Baretti 1991           | Länderspiel wird von der FIFA nicht anerkannt                                                  |
| 507 | 04.09.1991 | 3:4                 | Schweden                     | A | Solna (SWE), Råsunda Fotbollsstadion                                  | Freundschaftsspiel                          |                                                                                                |
| 508 | 16.10.1991 | 2:0                 | Färöer                       | * | Landskrona (SWE), Landskrona Idrottsplats                             | Europameisterschaft 1992- Qualifikation     |                                                                                                |
| 509 | 30.10.1991 | 1:3                 | Brasilien                    | A | Varginha (BRA), Estádio Municipal Prefeito Dilzon Luiz de Melo        | Freundschaftsspiel                          |                                                                                                |
| 510 | 13.11.1991 | 2:0                 | Österreich                   | A | Wien (AUT), Praterstadion                                             | Europameisterschaft 1992- Qualifikation     |                                                                                                |
| 511 | 25.03.1992 | 0:2                 | Niederlande                  | A | Amsterdam (NED), Stadion De Meer                                      | Freundschaftsspiel                          |                                                                                                |

## Statistik
In der Statistik werden nur die offiziellen Länderspiele berücksichtigt.
(Bilanz der inoffiziellen Länderspiele: 10 Spiele, 3 Siege, 0 Unentschieden, 7 Niederlagen, 23:30 Tore)
Legende
- Sp. = Spiele
- Sg. = Siege
- Uts. = Unentschieden
- Ndl. = Niederlagen
- Hintergrundfarbe grün = positive Bilanz
- Hintergrundfarbe gelb = ausgeglichene Bilanz
- Hintergrundfarbe rot = negative Bilanz

### Gegner
| Land                          | Kontinentalverband 12 | Sp. | Sg. | Uts. | Ndl. | Torverhältnis |
| ----------------------------- | --------------------- | --- | --- | ---- | ---- | ------------- |
| / Ägypten                     | CAF                   | 3   | 2   | 0    | 1    | 10:50         |
| Albanien                      | UEFA                  | 5   | 4   | 1    | 0    | 13:40         |
| Algerien                      | CAF                   | 1   | 1   | 0    | 0    | 2:1           |
| Argentinien                   | CONMEBOL              | 6   | 2   | 2    | 2    | 0010:9 13     |
| Äthiopien                     | CAF                   | 1   | 1   | 0    | 0    | 5:2           |
| Belgien                       | UEFA                  | 11  | 5   | 2    | 4    | 17:15         |
| Bolivien                      | CONMEBOL              | 2   | 1   | 1    | 0    | 5:1           |
| / Brasilien                   | CONMEBOL              | 14  | 2   | 6    | 6    | 21:28         |
| / Bulgarien                   | UEFA                  | 28  | 17  | 5    | 6    | 59:40         |
| Chile                         | CONMEBOL              | 1   | 0   | 0    | 1    | 0:1           |
| Volksrepublik China           | AFC                   | 1   | 0   | 1    | 0    | 1:1           |
| Dänemark                      | UEFA                  | 9   | 7   | 0    | 2    | 24:15         |
| Deutsches Reich               | UEFA                  | 4   | 2   | 0    | 2    | 7:9           |
| BRD                           | UEFA                  | 20  | 5   | 3    | 12   | 22:35         |
| DDR                           | UEFA                  | 6   | 3   | 2    | 1    | 11:80         |
| Deutschland                   | UEFA                  | 2   | 1   | 0    | 1    | 3:2           |
| England                       | UEFA                  | 14  | 4   | 5    | 5    | 20:23         |
| Europa                        | keiner                | 1   | 0   | 0    | 1    | 2:7           |
| Färöer                        | UEFA                  | 2   | 2   | 0    | 0    | 9:0           |
| Finnland                      | UEFA                  | 4   | 2   | 1    | 1    | 18:70         |
| Frankreich                    | UEFA                  | 25  | 10  | 7    | 8    | 39:38         |
| / Griechenland                | UEFA                  | 20  | 16  | 2    | 2    | 62:17         |
| Großbritannien                | keiner                | 1   | 1   | 0    | 0    | 3:1           |
| Honduras                      | CONCACAF              | 1   | 1   | 0    | 0    | 1:0           |
| Hongkong                      | AFC                   | 1   | 1   | 0    | 0    | 2:1           |
| Indien                        | AFC                   | 2   | 2   | 0    | 0    | 14:20         |
| Indonesien                    | AFC                   | 3   | 3   | 0    | 0    | 14:40         |
| / Iran                        | AFC                   | 2   | 1   | 1    | 0    | 3:1           |
| Republik Irland               | UEFA                  | 2   | 1   | 0    | 1    | 4:3           |
| Israel                        | AFC 14                | 9   | 6   | 1    | 2    | 21:90         |
| / Italien                     | UEFA                  | 18  | 4   | 6    | 8    | 22:25         |
| Japan                         | AFC                   | 2   | 2   | 0    | 0    | 7:1           |
| Kolumbien                     | CONMEBOL              | 3   | 3   | 0    | 0    | 7:0           |
| Luxemburg                     | UEFA                  | 9   | 8   | 1    | 0    | 28:40         |
| Marokko                       | CAF                   | 3   | 3   | 0    | 0    | 11:30         |
| / Mexiko                      | NAFC 15 CONCACAF      | 4   | 3   | 0    | 1    | 10:60         |
| Niederlande                   | UEFA                  | 7   | 3   | 1    | 3    | 10:90         |
| Nordirland                    | UEFA                  | 7   | 5   | 1    | 1    | 12:30         |
| Norwegen                      | UEFA                  | 12  | 9   | 1    | 2    | 28:15         |
| Österreich                    | UEFA                  | 17  | 8   | 4    | 5    | 39:35         |
| Paraguay                      | CONMEBOL              | 2   | 1   | 1    | 0    | 5:4           |
| Peru                          | CONMEBOL              | 1   | 1   | 0    | 0    | 2:1           |
| Polen                         | UEFA                  | 19  | 9   | 4    | 6    | 46:39         |
| Portugal                      | UEFA                  | 5   | 2   | 0    | 3    | 12:10         |
| / Rumänien                    | UEFA                  | 40  | 17  | 5    | 18   | 65:63         |
| Saarland                      | UEFA                  | 1   | 1   | 0    | 0    | 5:1           |
| Schottland                    | UEFA                  | 8   | 1   | 5    | 2    | 11:16         |
| Schweden                      | UEFA                  | 11  | 5   | 2    | 4    | 19:17         |
| Schweiz                       | UEFA                  | 9   | 5   | 2    | 2    | 24:12         |
| / Spanien                     | UEFA                  | 16  | 5   | 4    | 7    | 14:16         |
| Südkorea                      | AFC                   | 3   | 3   | 0    | 0    | 11:30         |
| Tschechoslowakei              | UEFA                  | 31  | 9   | 5    | 17   | 0050:87 16    |
| Tunesien                      | CAF                   | 4   | 3   | 0    | 1    | 18:30         |
| Türkei                        | UEFA                  | 11  | 7   | 3    | 1    | 30:14         |
| / UdSSR                       | UEFA                  | 17  | 2   | 4    | 11   | 17:33         |
| / Ungarn                      | UEFA                  | 29  | 5   | 9    | 15   | 41:60         |
| Uruguay                       | CONMEBOL              | 4   | 2   | 0    | 2    | 06:15         |
| USA                           | NAFC 15               | 1   | 1   | 0    | 0    | 9:1           |
| Venezuela                     | CONMEBOL              | 1   | 1   | 0    | 0    | 10:00         |
| Vereinigte Arabische Emirate  | AFC                   | 1   | 1   | 0    | 0    | 4:1           |
| Vereinigte Arabische Republik | CAF                   | 2   | 2   | 0    | 0    | 7:1           |
| / Wales                       | UEFA                  | 7   | 4   | 3    | 0    | 18:10         |
| Zaire                         | CAF                   | 1   | 1   | 0    | 0    | 9:0           |
| Republik Zypern               | UEFA                  | 4   | 4   | 0    | 0    | 14:10         |
| Gesamt                        | Gesamt                | 511 | 243 | 101  | 167  | 1043:7980     |

### Kontinentalverbände
| Kontinentalverband                 | Sp. | Sg. | Uts. | Ndl. | Torverhältnis |
| ---------------------------------- | --- | --- | ---- | ---- | ------------- |
| AFC (Asien)                        | 24  | 19  | 3    | 2    | 77:23         |
| CAF (Afrika)                       | 15  | 13  | 0    | 2    | 62:15         |
| CONCACAF (Nord- und Mittelamerika) | 6   | 5   | 0    | 1    | 20:70         |
| CONMEBOL (Südamerika)              | 34  | 13  | 10   | 11   | 0066:59 13    |
| OFC (Ozeanien)                     | 0   | 0   | 0    | 0    | 0:0           |
| UEFA (Europa)                      | 430 | 192 | 88   | 150  | 00813:686 16  |
| keiner                             | 2   | 1   | 0    | 1    | 5:8           |
| Gesamt                             | 511 | 243 | 101  | 167  | 1043:7980     |

### Anlässe
| Anlass | Sp. | Sg. | Uts. | Ndl. | Torverhältnis |
| --- | --- | --- | ---- | ---- | ------------- |
| Weltmeisterschaft-Endrundenspiele                                                                                              | 33  | 14  | 7    | 12   | 0055:42 13    |
| Weltmeisterschaft-Qualifikationsspiele                                                                                         | 66  | 38  | 15   | 13   | 130:680       |
| Olympische Sommerspiele-Endrundenspiele                                                                                        | 27  | 14  | 3    | 10   | 86:60         |
| Olympische Sommerspiele-Qualifikationsspiele                                                                                   | 4   | 2   | 1    | 1    | 12:40         |
| Europapokal der Nationen-/Europameisterschaft-Endrundenspiele                                                                  | 10  | 2   | 1    | 7    | 14:26         |
| Europapokal der Nationen-/Europameisterschaft-Qualifikationsspiele                                                             | 56  | 35  | 10   | 11   | 114:540       |
| Europapokal der Nationalmannschaften-Spiele                                                                                    | 10  | 3   | 3    | 4    | 21:13         |
| Balkan-Cup-Spiele | 34  | 20  | 3    | 11   | 83:54         |
| Donaupokal-Spiele 17 | 4   | 0   | 3    | 1    | 5:6           |
| Edvard-Beneš-Pokal-Spiele | 4   | 1   | 1    | 2    | 7:9           |
| Memorial Pier Cesare Baretti-Spiele                                                                                            | 1   | 0   | 1    | 0    | 000:0 16      |
| Nehru Cup-Spiele | 5   | 3   | 1    | 1    | 10:60         |
| Rumänisch-jugoslawischer Freundschaftspokal-Spiele 17 (König-Aleksandar-I.-Pokal, König-Carol-II.-Pokal, König-Mihai-I.-Pokal) | 11  | 6   | 0    | 5    | 21:17         |
| Taça Independência-Spiele | 8   | 5   | 2    | 1    | 23:11         |
| Freundschaftsspiele | 238 | 100 | 50   | 88   | 461:423       |
| Benefizspiele | 1   | 0   | 0    | 1    | 2:7           |
| Gesamt | 511 | 243 | 101  | 167  | 1043:7980     |

### Austragungsorte
| Belgrad |

| Zagreb |

| Sarajevo |

| Skopje |

| Split |

| Banja Luka |

| Borovo Naselje (Vukovar) |

| Ljubljana |

| Niš |

| Novi Sad |

| Subotica |

| Titograd (Podgorica) |

| Titova Mitrovica (Mitrovicë) |

| Zenica |

### Spielergebnisse
|      | Gegentore | Gegentore | Gegentore | Gegentore | Gegentore | Gegentore | Gegentore | Gegentore |
| Tore | 0         | 1         | 2         | 3         | 4         | 5         | 6         | 7         |
| ---- | --------- | --------- | --------- | --------- | --------- | --------- | --------- | --------- |
| 0    | 29 18     | 21        | 26        | 10        | 5         | 2         | -         | 3         |
| 1    | 38        | 41        | 35        | 13        | 6         | 2         | 4         | 1         |
| 2    | 22        | 43        | 17        | 19        | 8         | 1         | 1         | 2         |
| 3    | 9         | 30        | 14        | 9         | 4         | 1         | 1         | -         |
| 4    | 14        | 14        | 8         | 3         | 4         | 1         | -         | -         |
| 5    | 9         | 12        | 4         | 2         | 1         | 1         | 1         | -         |
| 6    | 1         | 6         | -         | -         | 1         | -         | -         | -         |
| 7    | 2         | 2         | -         | 1         | -         | -         | -         | -         |
| 8    | -         | -         | -         | -         | 1         | -         | -         | -         |
| 9    | 1         | 2         | -         | 1         | -         | -         | -         | -         |
| 10   | 1         | 1         | -         | -         | -         | -         | -         | -         |